# Stephen King
Vous lisez un « bon article » labellisé en 2017.
Pour les articles homonymes, voir King et Bachman.
Ne doit pas être confondu avec Stephen Hawking ou Stefan Küng.
Œuvres principales
- Salem (1975)
- Shining, l'enfant lumière (1977)
- Le Fléau (1978 et 1990)
- Dead Zone (1979)
- Simetierre (1983)
- Ça (1986)
- Misery (1987)
- La Ligne verte (1996)
- 22/11/63 (2011)
- La Tour sombre (1982 - 2012)

Stephen King [ˈstiːvən kɪŋ], né le 21 septembre 1947 à Portland dans le Maine, est un écrivain américain.
Il publie son premier roman en 1974 et devient rapidement célèbre pour ses contributions dans le domaine de l'horreur mais écrit également des livres relevant d'autres genres comme le fantastique, la fantasy, la science-fiction et le roman policier. Tout au long de sa carrière, il écrit et publie plus de soixante romans, dont sept sous le nom de plume de Richard Bachman, et plus de deux cents nouvelles, dont plus de la moitié sont réunies dans douze recueils. Après son grave accident en 1999, il ralentit son rythme d'écriture. Ses livres se sont vendus à plus de 350 millions d'exemplaires à travers le monde et il établit de nouveaux records de ventes dans le domaine de l'édition durant les années 1980, décennie où sa popularité atteint son apogée.
Longtemps dédaigné par la plupart des critiques littéraires et les universitaires car considéré comme un auteur « populaire », il acquiert une certaine considération depuis les années 1990 même si une partie de ces milieux continue de rejeter ses livres. Il est régulièrement critiqué pour son style familier, son recours au gore et la longueur jugée excessive de certains de ses romans. À l'inverse, son sens de la narration, ses personnages vivants et colorés, et sa faculté à jouer avec les peurs des lecteurs sont salués. Au-delà du caractère horrifique de la plupart de ses livres, il aborde régulièrement les thèmes de l'enfance et de la condition de l'écrivain, et brosse un portrait social très réaliste et sans complaisance des États-Unis à la fin du XXe siècle et au début du siècle suivant en abordant des sujets de société comme l'homophobie, le fanatisme religieux et la religion en général, le racisme ou le harcèlement.
Stephen King a remporté de nombreux prix littéraires dont treize fois le prix Bram-Stoker, sept fois le prix British Fantasy, cinq fois le prix Locus, quatre fois le prix World Fantasy, deux fois le prix Edgar-Allan-Poe, une fois le prix Hugo, l'O. Henry Award et le prestigieux Grand Master Award des Mystery Writers of America pour l'ensemble de sa carrière en 2007. Il a reçu en 2003 le National Book Award pour sa remarquable contribution à la littérature américaine. Il a été décoré de la National Medal of Arts en 2015, directement des mains du président américain Barack Obama à la Maison Blanche. Ses ouvrages ont souvent été adaptés pour le cinéma ou la télévision avec plus ou moins de succès, parfois avec sa contribution en tant que scénariste et, une seule fois, comme réalisateur.

## Biographie

### Jeunesse

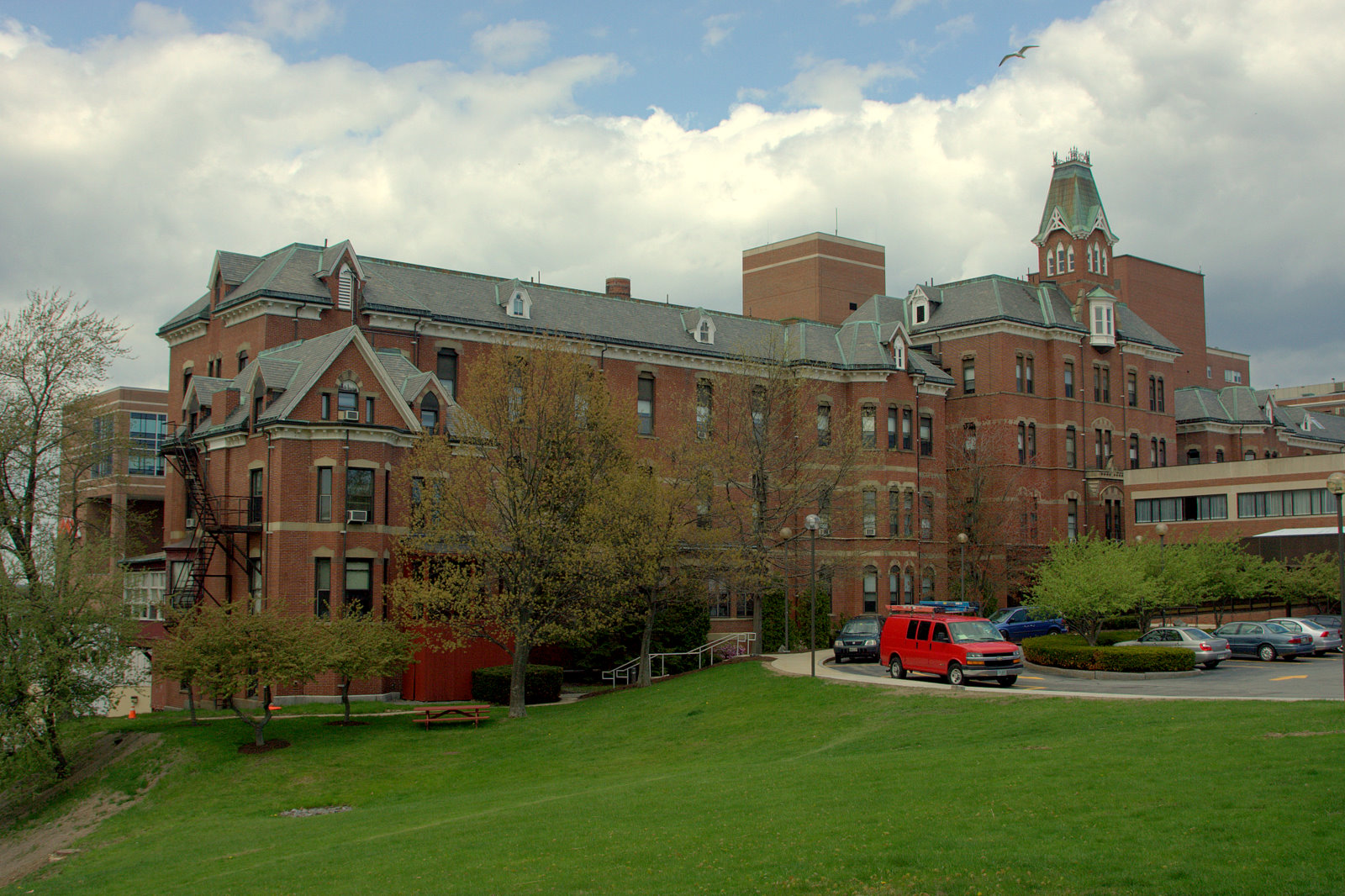
Le Maine General Hospital de Portland où est né Stephen King.

Les parents de Stephen King sont Donald Edwin King, né le 11 mars 1914 sous le nom de Donald Pollock, ancien capitaine de la marine marchande devenu représentant, et Nellie Ruth Pillsbury, née le 3 février 1913, pianiste. Ils se marient le 23 juillet 1939. Le 14 septembre 1945, le couple, qui pense ne pas pouvoir avoir d'enfant, adopte un nouveau-né, David Victor King. Néanmoins, Ruth finit par être enceinte et Stephen Edwin King naît le 21 septembre 1947 au Maine General Hospital de Portland, dans le Maine. En 1949, Donald King, coureur de jupons invétéré à qui le rôle de père de famille ne convient pas, abandonne soudainement le domicile familial pour ne jamais réapparaître. Dès lors, Ruth King et ses deux enfants vivent dans des conditions financières souvent très difficiles et déménagent fréquemment, Ruth occupant de petits emplois et s'installant tour à tour près du domicile de ses nombreuses sœurs. De 1949 à 1958, la famille King réside ainsi successivement à Fort Wayne (Indiana), West De Pere (Wisconsin), Chicago, Malden (Massachusetts) et Stratford (Connecticut). À l'âge de quatre ans, le jeune Stephen connaît ses premières rencontres avec l'horreur. Dans la vie réelle tout d'abord, quand un train écrase un camarade de jeu sous ses yeux. Puis en écoutant l'adaptation radiophonique d'une nouvelle de Ray Bradbury, Mars Is Heaven, qui le terrifie. Pendant l'année scolaire 1953-1954, il est retiré de l'école en raison de divers problèmes de santé et passe l'essentiel de son temps à la maison, où il écrit ses premières histoires d'enfant.

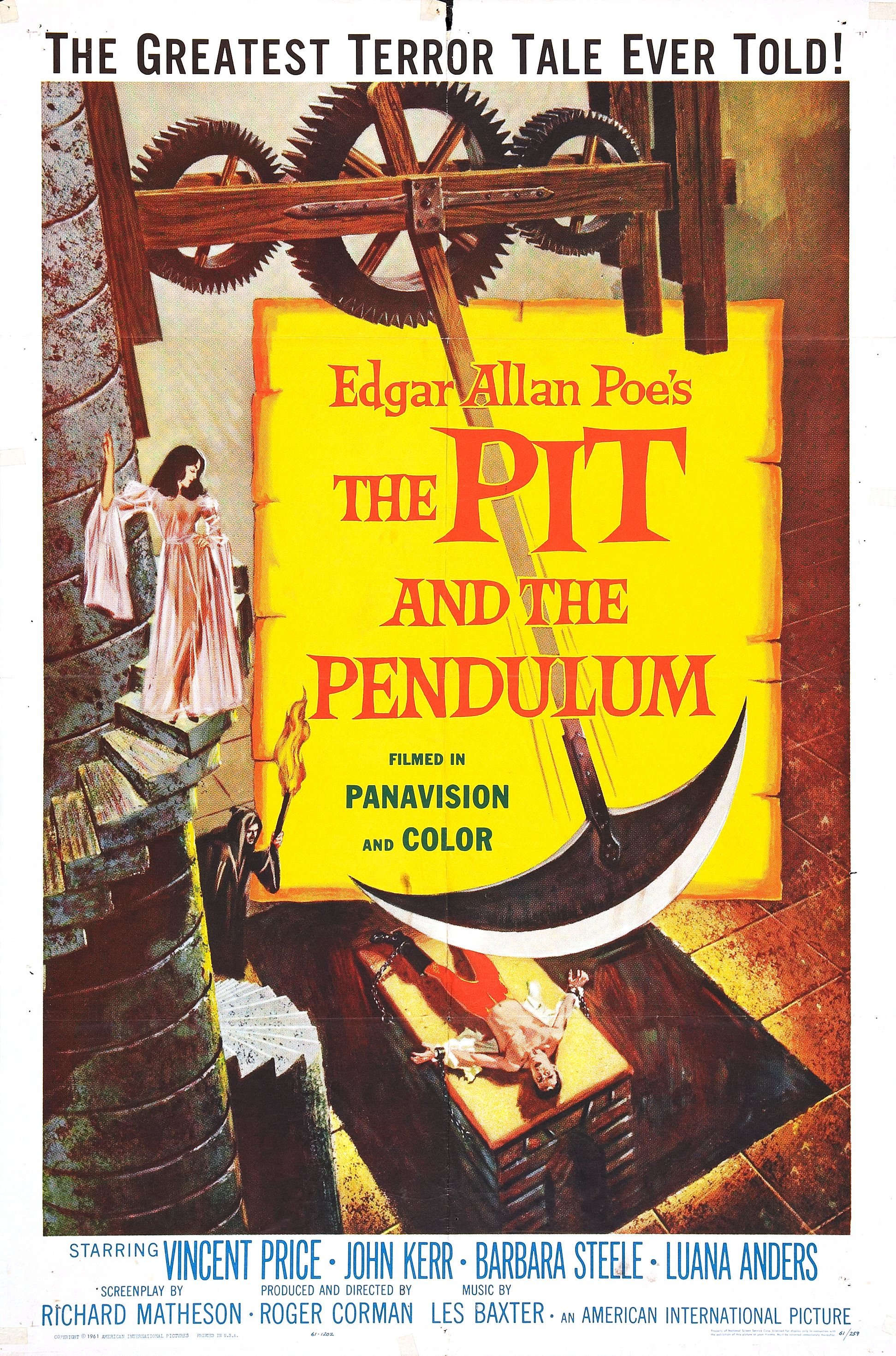
Affiche de La Chambre des tortures (The Pit and the Pendulum, 1961), film ayant fait une grande impression sur le jeune Stephen King.

En 1958, la famille King retourne dans le Maine, à Durham, pour que Ruth puisse s'occuper de ses parents dont la santé est déclinante. Cette année-là, elle offre à son fils sa première machine à écrire pour Noël et Stephen écrit plusieurs nouvelles, largement inspirées par les bandes dessinées d'EC Comics, notamment Les Contes de la crypte, et les films de science-fiction et d'horreur. En 1960, Stephen découvre une caisse de livres qui appartenaient à son père et dans laquelle se trouve The Lurking Fear and Other Stories, une anthologie de nouvelles de H. P. Lovecraft qui constitue sa première lecture d'horreur « sérieuse ». Entre 1958 et 1966, il se rend en stop quasiment tous les samedis au cinéma Ritz de Lewiston, distant d'une vingtaine de kilomètres de Durham, pour satisfaire sa passion du cinéma. En 1961, il expédie pour la première fois une de ses nouvelles, The Killer, à un magazine publié par Forrest J Ackerman. Il autopublie ses premiers récits vers la même période à l'aide d'une machine à ronéotyper que son frère utilise pour publier le journal Dave's Rag (Le Torchon de Dave) auquel Stephen contribue. Il vend ainsi sa première histoire, une novélisation du film La Chambre des tortures (The Pit and the Pendulum, 1961), aux élèves de son école mais la principale l'oblige à rembourser ses gains.
De 1962 à 1966, Stephen King va à l'école secondaire de Lisbon Falls. Il est bon élève, sauf en physique et en chimie, mais n'est ni très sociable, ni athlétique en raison de ses problèmes de poids. Il joue au poste d'offensive tackle dans l'équipe de football américain de son école secondaire. En 1963, il écrit son premier roman, The Aftermath, texte de 50 000 mots resté inachevé et jamais publié. À partir de 1964, il travaille comme journaliste sportif pour le journal hebdomadaire de Lisbon Falls et y apprend de son rédacteur en chef à corriger ses textes en supprimant les mots superflus. La première histoire qu'il réussit à faire publier, après de nombreux refus, est I Was a Teenage Grave Robber qui paraît en 1965 dans un fanzine d'horreur sous le titre In a Half-World of Terror. Durant sa dernière année de son école secondaire, il écrit la première version de Rage mais la laisse inachevée.
Après avoir obtenu son diplôme de fin d'études secondaires, King étudie la littérature à l'université du Maine d'Orono de 1966 à 1970. C'est pendant sa première année à l'université, qu'il écrit Marche ou crève, premier roman qu'il termine. Il le présente à un concours du premier roman organisé par Random House, qui le rejette rapidement à la grande détresse de l'écrivain. En 1967, il réussit pour la première fois à vendre une nouvelle, The Glass Floor, au magazine Startling Mystery Stories, qui la lui achète 25 $US. Il écrit aussi des nouvelles qui paraissent dans le magazine littéraire du campus, Ubris, et dans le journal des étudiants, Maine Campus, pour lequel il écrit également des articles dans une rubrique intitulée King's Garbage Truck (Le Camion à ordures de King) à partir de 1969.

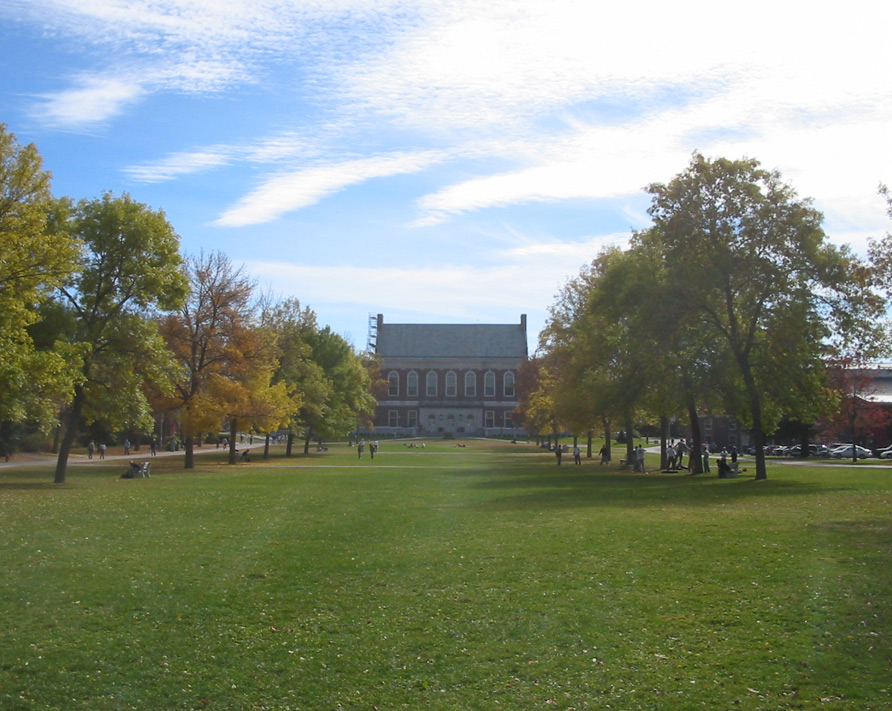
Vue du campus de l'université du Maine où Stephen King a étudié de 1966 à 1970.

Le professeur Burton Hatlen aide King à développer son talent à travers ses ateliers littéraires et l'encourage à persévérer dans l'écriture. Sa deuxième vente professionnelle est la nouvelle L'Image de la faucheuse, qui lui rapporte 35 $ au printemps 1969. Quelques mois plus tard, King rencontre Tabitha Jane Spruce, elle aussi étudiante en lettres, à la bibliothèque du campus et tombe amoureux d'elle. Durant sa dernière année à l'université, il achève le roman Sword in the Darkness, une histoire très sombre qui a pour toile de fond une émeute raciale dans une petite ville, mais il ne réussit pas à la vendre à un éditeur et ce roman demeure inédit. Au printemps 1970, il écrit également les deux premiers récits de ce qui constituera plus tard Le Pistolero ainsi que la nouvelle Poste de nuit, que le magazine masculin Cavalier lui achète 250 $.
Stephen King sort de l'université du Maine avec un diplôme et un certificat d'enseignant en anglais ainsi qu'une mention en élocution et en art dramatique. Il emménage dans un appartement à Orono avec Tabitha mais il n'arrive pas à trouver un poste d'enseignant et doit se résigner à travailler dans une blanchisserie industrielle. Il essaie de compléter les maigres revenus de son ménage en envoyant des nouvelles à des magazines et se marie avec Tabitha le 2 janvier 1971 alors qu'elle est enceinte de leur premier enfant, une fille prénommée Naomi qui naît cinq mois plus tard. En 1971, King trouve un poste de professeur d'anglais à l'école secondaire de Hampden, pour un salaire de 6 400 $ par an, mais continue à travailler dans la blanchisserie pendant les vacances d'été car la situation financière du foyer, qui vit de 1971 à 1973 dans une caravane à Hermon, est devenue plus précaire encore avec la naissance d'un deuxième enfant, Joseph Hillstrom, en 1972. Durant cette période difficile, où trois romans qu'il a écrits, Rage, Blaze et Running Man, sont refusés par les éditeurs, King développe une dépendance à l'alcool en cherchant du réconfort dans la boisson. Par ailleurs, il vend notamment les nouvelles Le Cinquième Quart, histoire de gangsters qui est la seule qu'il ait publiée sous le pseudonyme de John Swithen, et Cours, Jimmy, cours, achetée par Cavalier 500 $, la plus forte somme qu'un récit lui a rapporté jusqu'alors.

### Carrière

#### Années 1970
En 1972, alors que Stephen King a 25 ans, il entreprend la rédaction de Carrie, l'histoire d'une adolescente souffre-douleur de ses camarades de classe qui développe un pouvoir de télékinésie, mais, doutant de la qualité de son récit, il jette les premières pages à la poubelle. Tabitha les retrouve et, après les avoir lues, encourage son mari à persévérer dans sa tentative. King termine donc Carrie et expédie le manuscrit à la maison d'édition Doubleday. L'éditeur accepte le roman en mars 1973 et fait signer à King un contrat type qui l'engage pour cinq romans. Doubleday programme sa publication pour l'année suivante, versant à King une avance sur les droits d'auteur de 2 500 $. La famille King déménage pour Bangor et Stephen commence à écrire un nouveau roman, Salem, quand Doubleday l'informe que les droits en édition de poche de Carrie ont été vendus pour 400 000 $, somme dont la moitié lui revient. King décide alors d'arrêter sa carrière d'enseignant et de se consacrer uniquement à l'écriture. Sa mère meurt en décembre 1973 d'un cancer de l'utérus diagnostiqué quelques mois auparavant, sa sœur Ethelyn lui ayant fait la lecture de Carrie un mois avant sa mort. Carrie est finalement publié par Doubleday le 5 avril 1974 à 30 000 exemplaires, dont 13 000 sont vendus la première année.

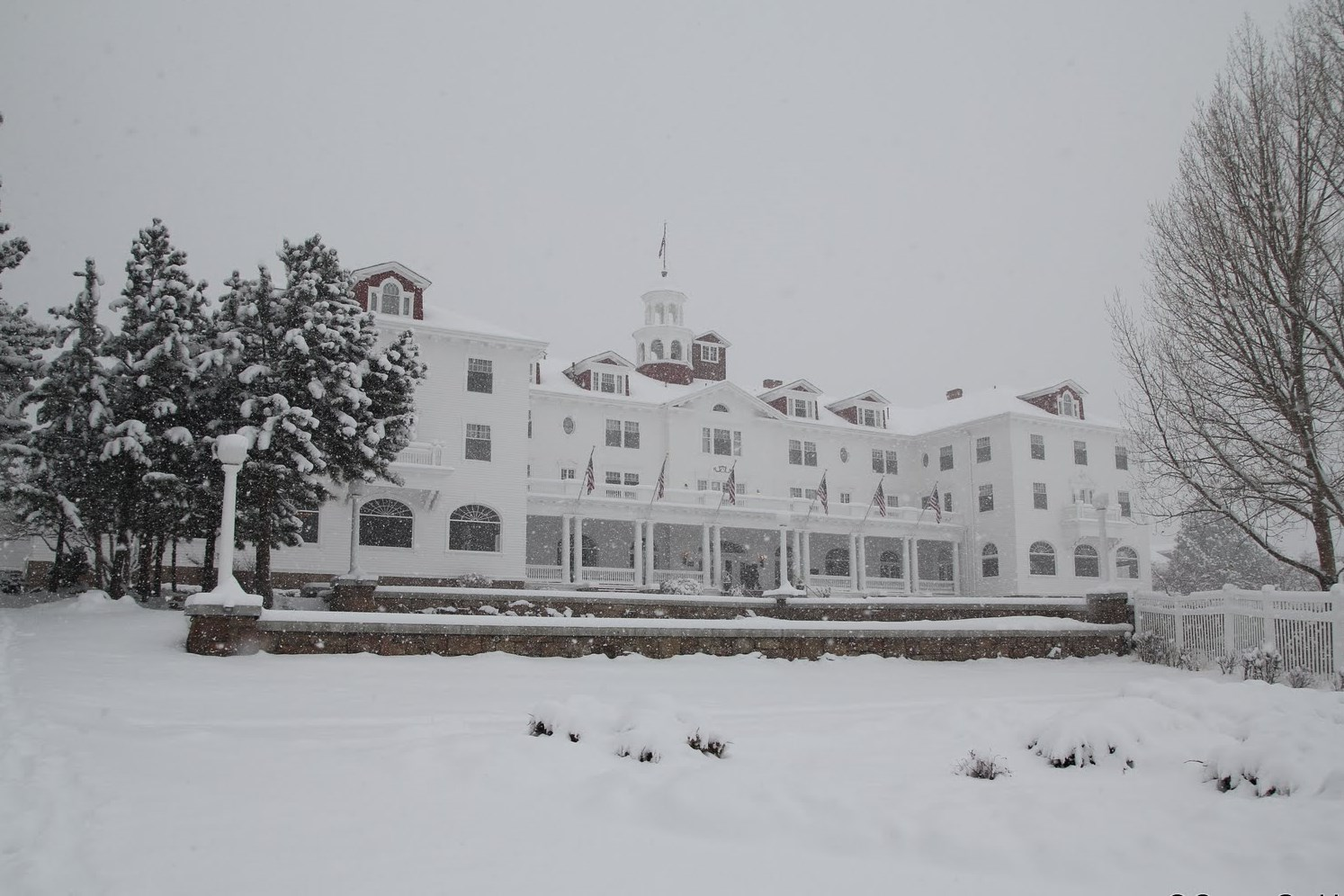
Le Stanley Hotel, à Estes Park dans le Colorado, a inspiré la création de l'hôtel Overlook de Shining, l'enfant lumière (1977).

Après la mort de sa mère, King et sa famille déménagent à Boulder, dans le Colorado, où il entreprend la rédaction de Shining, l'enfant lumière après avoir imaginé les bases de l'histoire lors d'un bref séjour au Stanley Hotel d'Estes Park. Ils reviennent s'installer dans le Maine en 1975, King achetant sa première maison à Bridgton, et Salem est publié par Doubleday le 17 octobre 1975. Ce roman est une sorte de version modernisée de Dracula dans laquelle le vampire s'installe dans une petite ville du Maine. Il s'inspire aussi de Peyton Place pour le regard qu'il porte sur la mentalité régnant dans les petites villes. Toujours en 1975, Carrie est publié en édition de poche et se vend à plus de 1 300 000 exemplaires en moins d'un an. Salem, dont les droits en édition de poche ont été vendus par Doubleday pour 500 000 $, sort dans le même format en août 1976 et se vend à 2 250 000 exemplaires en six mois.
En 1976, King ressent le besoin d'engager un agent littéraire pour le représenter car il n'est pas satisfait du faible pourcentage qu'il touche sur les droits d'auteur, et Doubleday refuse de renégocier son contrat. Il choisit de se faire représenter par Kirby McCauley, qui a gagné sa confiance en vendant certaines de ses nouvelles à des magazines généralistes, et ce dernier négocie en 1977 un nouveau contrat avec Viking Press qui engage King sur trois livres pour 2 500 000 $.
Shining, l'enfant lumière paraît le 28 janvier 1977. Le roman met en scène la famille Torrance qui passe l'hiver seule dans un hôtel hanté par une présence maléfique, laquelle veut s'emparer du jeune Danny, doté d'un pouvoir télépathique, en utilisant son père. Ce roman, Shining, l'enfant lumière, étudie la désintégration de la cellule familiale à travers l'isolement, la folie et l'alcoolisme,, ce dernier facteur reflétant de façon inconsciente les problèmes de King avec la boisson. Le roman se vend la première année à environ 50 000 exemplaires en édition cartonnée et dépasse légèrement les ventes de Salem en édition de poche. Il entre brièvement sur la liste des best-sellers du New York Times, tous les romans de King allant devenir des best-sellers à partir de ce moment, à l'exclusion de ceux parus en édition limitée ou sous son pseudonyme.
King se crée en effet le pseudonyme de Richard Bachman d'une part car les standards de l'édition de l'époque ne permettent pas à un auteur de publier plus d'un livre par an, et d'autre part pour se libérer de la pression que sa notoriété grandissante lui apporte désormais. Le premier roman qu'il publie sous son pseudonyme, et qui sort directement en édition de poche en septembre 1977, dans l'indifférence générale, est Rage, roman de jeunesse entamé en grande partie au lycée et auquel il a mis la dernière main en 1971. Le sujet de ce drame psychologique est un lycéen qui abat son professeur, prend ses camarades de classe en otage et les pousse à confier publiquement ce qu'ils ont sur le cœur,.
Toujours en 1977, King vend sa maison de Bridgton et emménage en Angleterre avec sa famille, qui comprend désormais un troisième enfant, Owen, né en février, dans le but d'y rester un an pour y écrire un roman se déroulant dans ce pays. Cette tentative est toutefois un échec et la famille King revient dans le Maine au bout de seulement trois mois, King achetant une maison à Lovell qui deviendra par la suite sa résidence estivale. Durant son bref séjour en Angleterre, il rencontre l'écrivain Peter Straub et les deux hommes sympathisent rapidement, évoquant une possible collaboration dans le futur.

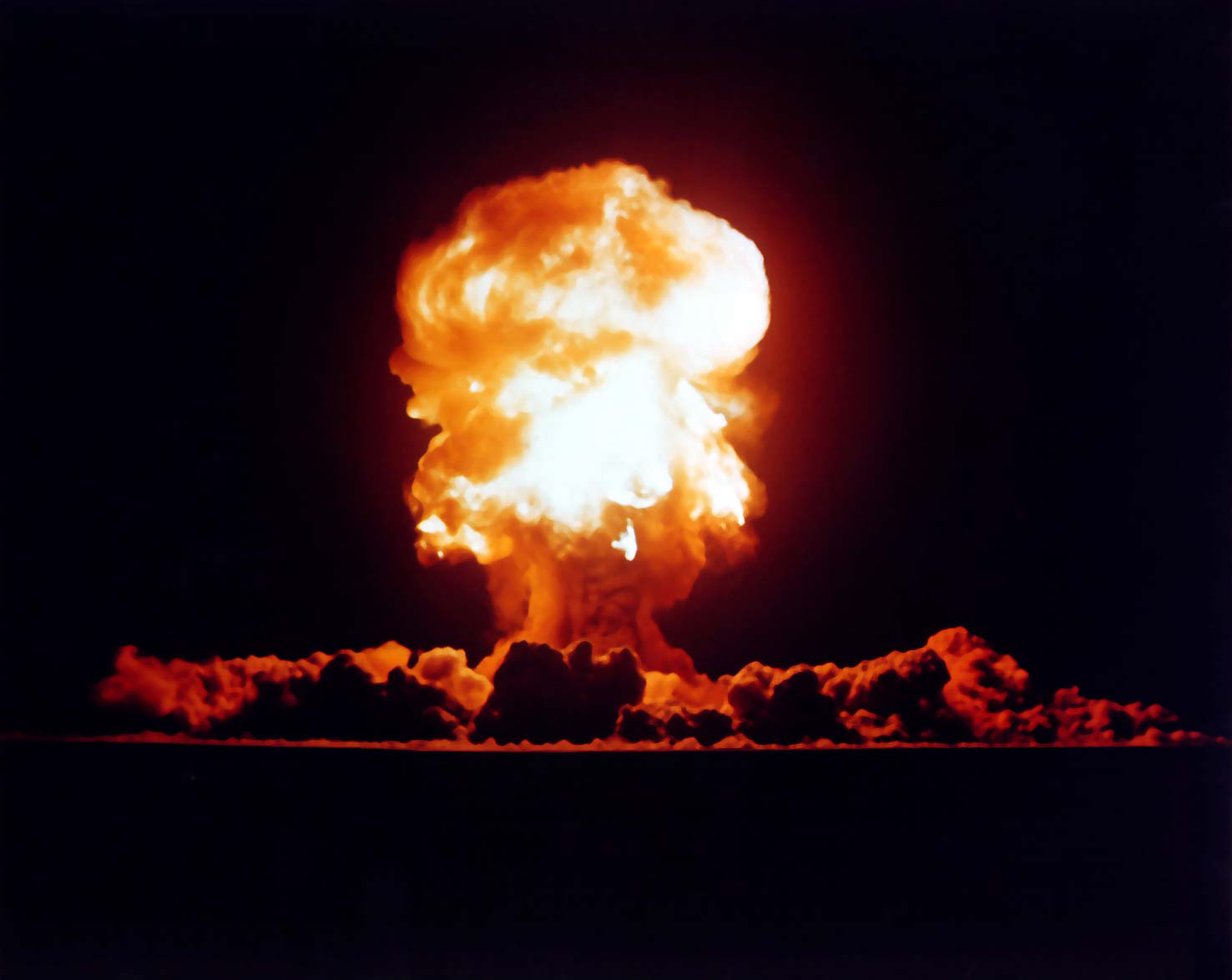
Le Fléau (1978) est un roman épique et post-apocalyptique où a notamment lieu une explosion atomique.

En 1978, King accepte un poste de maître de cours offert par l'université du Maine et s'installe à Orrington pour un an. Cette année-là, deux nouveaux livres de King sont publiés par Doubleday. Danse macabre, qui paraît en février, est un recueil de vingt nouvelles dont la plupart ont déjà été publiées dans divers magazines. C'est ensuite Le Fléau qui paraît au mois de septembre. Roman épique et post-apocalyptique dans lequel la quasi-totalité de la population meurt à la suite d'une pandémie de grippe créée en laboratoire et où les survivants sont ensuite irrésistiblement attirés par deux puissances opposées pour reproduire la lutte éternelle du Bien contre le Mal, le Fléau est l'une des œuvres les plus ambitieuses de King et est considérée comme l'un de ses chefs-d'œuvre,. Doubleday ayant jugé le roman trop volumineux, King doit opérer d'importantes coupures, supprimant environ 250 000 mots. Les ventes du Fléau connaissent un niveau comparable à celles de Shining, l'enfant lumière.
Marche ou crève, le deuxième roman de King édité sous son pseudonyme de Richard Bachman, est publié en édition de poche en juillet 1979. Écrit dix ans auparavant, c'est un récit dystopique dans lequel les États-Unis sont devenus une dictature militaire et où une grande marche réunissant cent jeunes gens est organisée annuellement, la fortune étant promise au dernier marcheur survivant. Il est souvent considéré comme le meilleur roman publié sous le pseudonyme de Bachman,. Un mois plus tard, c'est au tour de Dead Zone de sortir en librairie. Premier livre publié chez le nouvel éditeur de King, Viking Press, Dead Zone présente un contenu nettement moins horrifique que les précédents romans que l'auteur a publiés sous son nom et narre l'histoire de Johnny Smith, un enseignant qui se réveille d'un long coma avec le don de voir le passé ou le futur des gens par un simple contact. Ce don tourne peu à peu à la malédiction et provoque chez le héros un dilemme moral quand il découvre qu'un politicien en pleine ascension va être dans le futur responsable d'un désastre à grande échelle. Dead Zone se vend à 175 000 exemplaires la première année et est le premier roman de King à parvenir à la première place de la liste des best-sellers du New York Times.

#### Années 1980

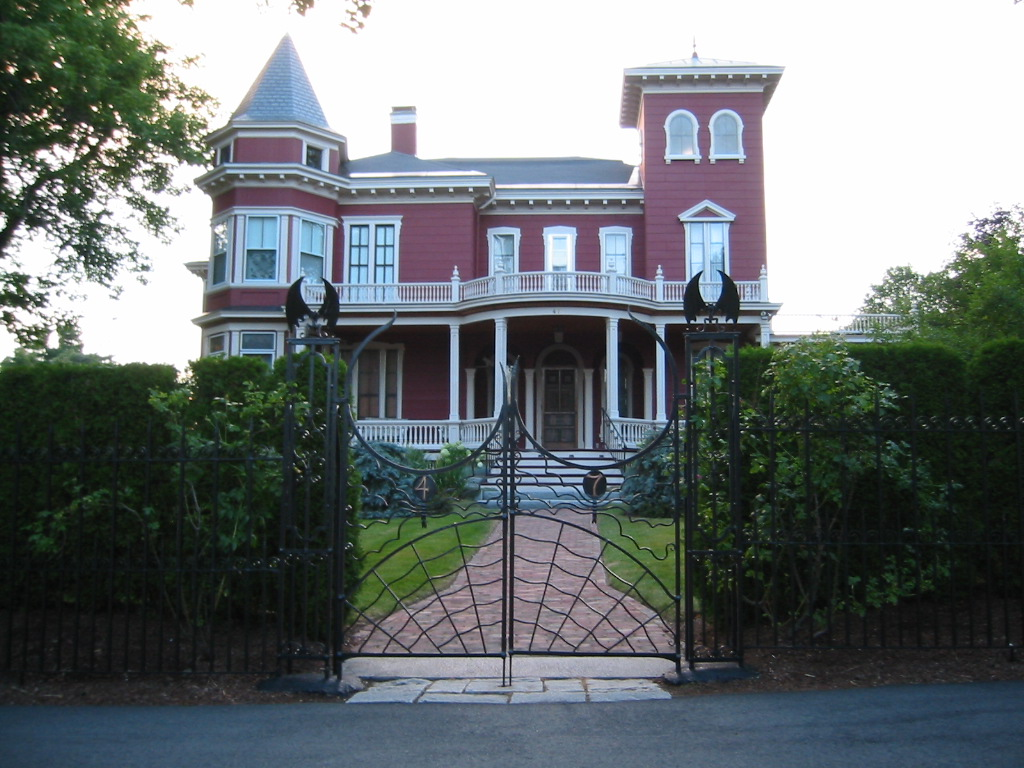
La William Arnold House, demeure victorienne de Bangor construite en 1854 et achetée par Stephen King en 1980.

Stephen King continue d'écrire à un rythme effréné et son roman suivant, Charlie, sort en août 1980. Dans ce livre, Andrew McGee et sa fille Charlie, dotée d'un pouvoir de pyrokinésie, sont traqués par une agence secrète gouvernementale qui veut étudier le pouvoir de la petite fille, King exprimant dans ce roman toute la méfiance qu'il éprouve envers le gouvernement américain,. Ce roman confirme que King est désormais l'une des valeurs sûres du milieu de l'édition avec une nouvelle première place sur la liste des best-sellers du New York Times et 285 000 exemplaires vendus la première année. La même année, il achète la William Arnold House, une demeure victorienne de Bangor comportant 23 pièces et située au 47 West Broadway, dont il fait sa résidence principale.
King publie trois nouveaux livres en 1981. Chantier, qui paraît en mars sous le pseudonyme de Richard Bachman, est l'étude de l'obsession d'un homme refusant de quitter sa maison, qui doit être détruite pour permettre la construction d'une autoroute, et sombrant peu à peu dans la folie. Le mois suivant, l'écrivain publie son premier livre non-fictif, Anatomie de l'horreur, dans lequel il étudie le genre horrifique à travers ses différents médias. Cet essai écrit dans son style narratif habituel remporte le prix Hugo et le prix Locus. Enfin, dans le roman Cujo, édité en août, un énorme Saint-Bernard se fait infecter par le virus de la rage et se transforme en redoutable machine à tuer qui piège dans leur voiture une femme et son enfant. Ce livre ressemble à un roman de Bachman dans le sens où aucun élément fantastique n'y intervient et l'idée initiale de King était d'ailleurs de le publier sous son pseudonyme. Cujo se vend à 350 000 exemplaires la première année et remporte le prix British Fantasy.
Ce rythme élevé de trois parutions par an est maintenu en 1982. Comme l'année précédente, King publie un nouveau roman sous le pseudonyme de Bachman, Running Man, qui paraît en mai et dont il a écrit la première version en une semaine au début des années 1970. Ce roman dystopique situé dans un futur proche met en scène un homme qui participe à un jeu télévisé dans lequel il doit échapper pendant un mois à des tueurs lancés à ses trousses, et représente la première incursion importante de King dans le domaine de la science-fiction. En juin, l'auteur publie, dans une édition limitée à 10 000 exemplaires, Le Pistolero, court roman composé de cinq nouvelles publiées auparavant dans un magazine et qui est le premier volume du cycle de La Tour sombre, épopée au croisement de plusieurs genres littéraires retraçant la longue quête de la mythique Tour sombre par le pistolero Roland de Gilead. Enfin, Différentes Saisons, publié en août, est un recueil de quatre récits trop longs pour une nouvelle et trop courts pour un roman et dont seul le dernier comporte un élément surnaturel. Ces récits sont considérés comme les meilleures œuvres de taille intermédiaire de King, particulièrement Le Corps, qui fait partie de ses fictions les plus autobiographiques,. Malgré son format inhabituel, le livre est un succès commercial, parvenant à la première place de la liste des best-sellers du New York Times.

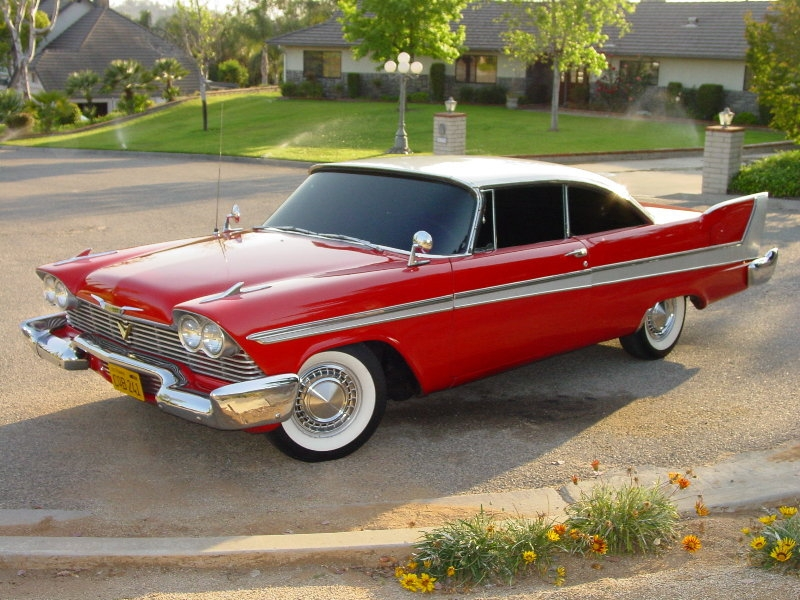
Une Plymouth Fury 1958 hantée par une présence maléfique est le personnage central du roman Christine (1983).

King poursuit le même rythme de parution en 1983 avec trois nouveaux romans. Christine, sorti en avril, qui narre l'histoire d'un adolescent tombant sous l'influence d'une Plymouth Fury modèle 1958 hantée par une présence maléfique, puis Simetierre et L'Année du loup-garou, publiés tous deux en novembre. L'Année du loup-garou est un récit sur le thème de la lycanthropie paru en édition limitée. Il devait à l'origine être un calendrier avec des vignettes de 500 mots écrites par King avant de se transformer en un court roman accompagné d’illustrations de Bernie Wrightson. Dans Simetierre, Louis Creed est bouleversé par la mort de son fils, âgé de deux ans, et décide de le ramener à la vie en l'enterrant dans un cimetière micmac que son voisin lui a fait découvrir. Roman sur la perte d'un enfant et l'idée que certaines choses sont pires que la mort, il est considéré comme le plus sombre ayant été écrit par King. L'écrivain, trouvant son histoire trop terrifiante, décide initialement de ne pas le publier avant de changer d'avis car son contrat avec Doubleday l'oblige à fournir encore un roman à son ancienne maison d'édition. Précédé par sa réputation, Simetierre est le plus grand succès commercial de King jusqu'alors, se vendant à 657 000 exemplaires la première année. Christine s'étant pour sa part vendu à 303 000 copies, King classe pour la première fois deux de ses romans dans les dix meilleures ventes de fiction annuelles aux États-Unis avec la 3e place pour Simetierre et la 5e pour Christine.
En 1984, l'auteur aborde le genre de la fantasy avec la parution de deux romans, Les Yeux du dragon et Le Talisman. Les Yeux du dragon est un conte pour enfants classique que King écrit pour sa fille Naomi après avoir réalisé qu'elle n'a jamais lu un de ses livres par manque de goût pour ses récits horrifiques. Il paraît en édition illustrée et limitée à 1 250 exemplaires chez Philtrum Press, petite maison d'édition fondée par King en 1982 pour pouvoir imprimer des livres destinés à ses relations. Le Talisman, coécrit avec son ami Peter Straub, est la concrétisation d'un projet dont les deux hommes discutaient depuis plusieurs années. Mêlant fantasy et horreur, il retrace la quête initiatique du jeune Jack Sawyer, qui voyage à travers les États-Unis ainsi que dans un univers parallèle où la magie a remplacé la science pour trouver le talisman seul capable de sauver sa mère. Bénéficiant d'une promotion de grande envergure de la part de Viking Press, le Talisman, sorti le 8 novembre, se vend à 880 000 exemplaires en moins de deux mois et se classe en tête des meilleures ventes de fiction aux États-Unis en 1984.
La Peau sur les os, cinquième roman publié sous le pseudonyme de Richard Bachman, sort quelques jours après le Talisman. Ce roman, dans lequel un homme est frappé par une malédiction qui lui fait perdre 1 kg par jour, est le premier signé Bachman à sortir en édition cartonnée ainsi que le premier publié sous ce pseudonyme à faire intervenir un élément surnaturel. Les similitudes de la Peau sur les os avec les romans de King attirent l'attention des spécialistes et Steve Brown, un employé de librairie, découvre la supercherie en examinant les formulaires de copyright de la Bibliothèque du Congrès. En janvier 1985, Brown écrit une lettre à King dans laquelle il lui annonce sa découverte et son intention de tout dévoiler publiquement, et l'écrivain le prend alors de vitesse en avouant en février que Bachman et lui sont la même personne. Les ventes de la Peau sur les os explosent, passant en quelques semaines de 28 000 à 280 000 exemplaires.
King publie Brume, un recueil de nouvelles composé de vingt textes, le 21 juin 1985. Brume est souvent perçu comme contenant bon nombre des meilleures nouvelles de l'écrivain, la nouvelle éponyme et Le Chenal, qui a remporté le prix World Fantasy de la meilleure nouvelle en 1982, étant particulièrement mises en avant,. Le livre reste neuf semaines consécutives à la première place de la liste des best-sellers du New York Times, fait sans précédent pour un recueil de nouvelles, et remporte le prix Locus du meilleur recueil de nouvelles. En octobre, et pour répondre à l'énorme demande du public qui n'arrive pas à se les procurer, les quatre premiers romans de Richard Bachman sont publiés en un seul volume sous le nom de The Bachman Books. C'est à cette époque que la popularité de King atteint des sommets et que l'écrivain devient un phénomène médiatique. Dans la semaine du 17 au 24 novembre 1985, il établit un nouveau record en plaçant cinq de ses livres sur la liste des best-sellers,.

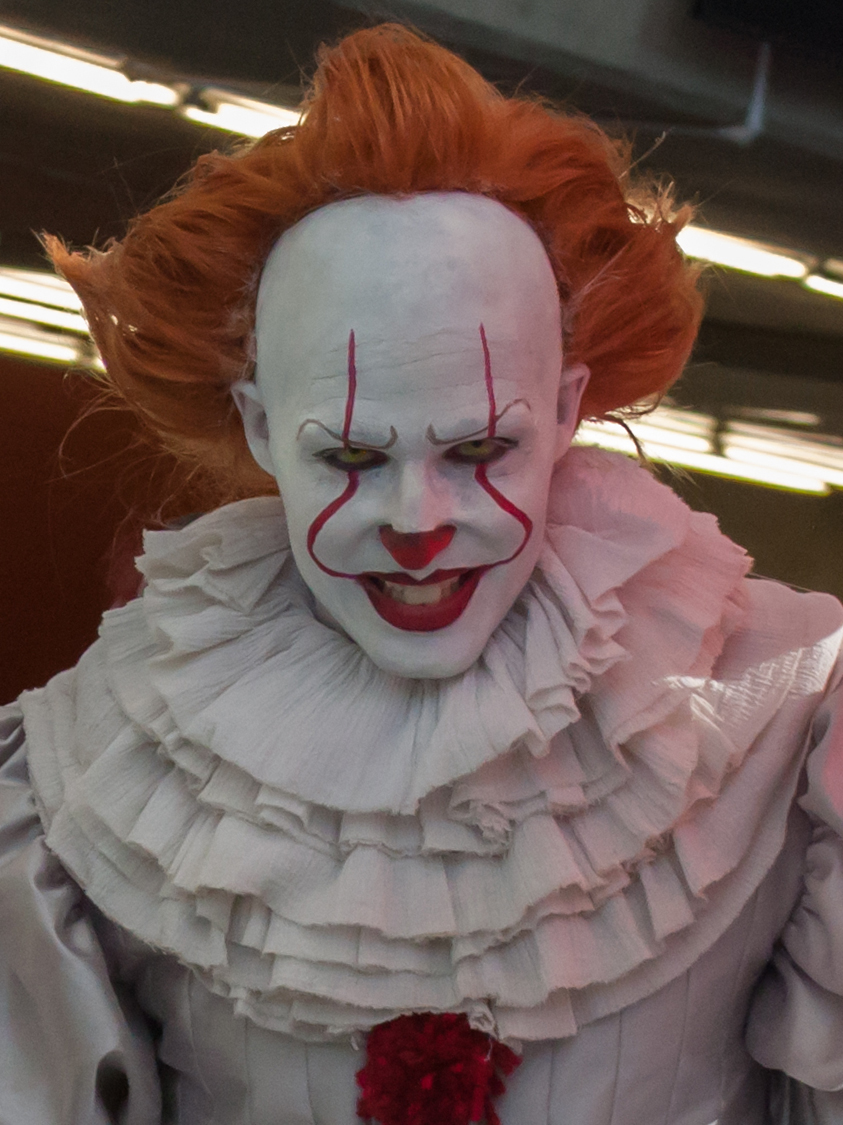
Ça, créature monstrueuse du roman homonyme (1986), est capable de prendre la forme de ce qui effraie le plus ses victimes mais adopte souvent celle d'un clown.

Ça, le roman suivant de King, est publié le 15 septembre 1986 et confirme la popularité de l'écrivain. Pour la première fois dans l'histoire de l'édition, le premier tirage d'un roman atteint le chiffre d'un million d'exemplaires. Condensé de tout ce que l'écrivain sait de l'horreur et de l'enfance, Ça retrace la lutte entre sept enfants, puis adultes, et une entité maléfique qui prend la forme des peurs les plus profondes de ses victimes. Roman complexe qui est le plus long publié par King jusqu'alors, il suit une structure de narration non linéaire en alternant entre deux périodes de temps principales ainsi qu'entre les différentes perspectives des personnages principaux, et est généralement considéré comme l'un de ses chefs-d'œuvre,. Ça se classe en tête des meilleures ventes de fiction aux États-Unis en 1986 et remporte le prix British Fantasy.
En février 1987, une version légèrement remaniée des Yeux du dragon est publiée par Viking Press, l'éditeur habituel de King. Ce roman très éloigné du style et du genre habituels de l'écrivain devient néanmoins lui aussi un best-seller avec plus de 500 000 exemplaires vendus la première année. Trois nouveaux romans de King sont édités la même année. Les Trois Cartes, 2e volume de la Tour sombre dans lequel Roland de Gilead se rend à New York à trois époques différentes pour en ramener des compagnons de quête, sort en mai et toujours en édition limitée. Misery, huis clos dans lequel un écrivain est, après un grave accident, recueilli et séquestré par une admiratrice schizophrène qui l'oblige à écrire un roman pour elle, paraît le mois suivant. Commencé en 1984, ce roman exempt de toute trace de surnaturel était à l'origine prévu pour être publié sous le pseudonyme de Bachman avant que King ne soit obligé de changer ses plans à la suite de la révélation de son identité secrète. Misery remporte la première édition du prix Bram-Stoker,. Enfin, Les Tommyknockers est publié en novembre. King mêle horreur et science-fiction dans ce long roman où un vaisseau extraterrestre exerce son influence néfaste sur les habitants d'une petite ville lorsqu'il est déterré. Les Tommyknockers et Misery sont deux nouveaux best-sellers qui se classent respectivement aux première et quatrième places des meilleures ventes de fiction aux États-Unis en 1987.
Écrits en grande partie en 1985 et 1986, Misery et les Tommyknockers sont aussi une métaphore de l'addiction de King à cette époque. À sa dépendance à l'alcool, l'écrivain a en effet désormais ajouté une dépendance à la cocaïne et aux médicaments. Réalisant à quel point la condition de son mari se dégrade, Tabitha intervient pour lui faire prendre conscience de la situation. Réunissant ses proches, elle vide devant lui un sac contenant les restes de sa consommation récente de drogues et d'alcool et lui donne le choix : se faire soigner ou quitter la maison. Mis devant ses responsabilités, King part suivre une cure de désintoxication. Il cesse toute forme de consommation de drogue et demeure sobre par la suite. Cette épreuve interrompt néanmoins son activité créatrice et il a beaucoup de mal à retrouver son rythme, connaissant un blocage de l'écrivain de presque un an. Ce blocage prend fin lorsqu'il écrit la nouvelle La Saison des pluies.

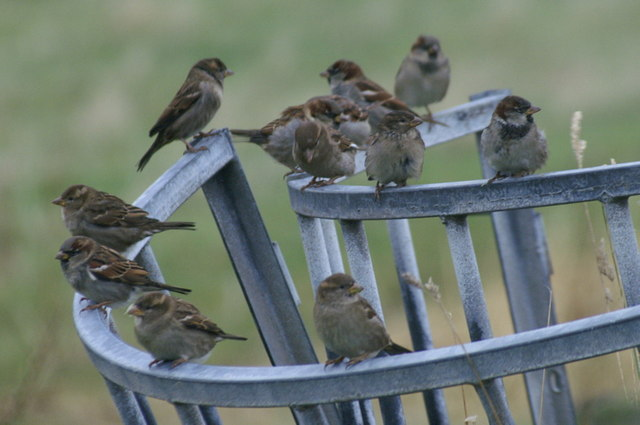
La fonction traditionnelle de psychopompe des moineaux joue un rôle déterminant dans La Part des ténèbres (1989).

La conséquence directe de cette pause créative forcée est qu'aucun nouveau livre de King ne sort en 1988, à l'exception de Nightmares in the Sky, un livre de photographies de gargouilles avec une longue introduction de King. Son premier véritable livre à paraître depuis les Tommyknockers est le roman La Part des ténèbres, publié le 20 octobre 1989, dans lequel le pseudonyme d'un écrivain prend vie et cherche à s'emparer de celle de son créateur. La Part des ténèbres est directement inspiré par l'expérience vécue par King avec Richard Bachman, son « double littéraire ». Deux ans après son dernier succès, King quitte les années 1980 avec un nouveau best-seller, 2e au classement des meilleures ventes de fiction aux États-Unis en 1989.

#### Années 1990
Après de longues négociations avec son ancien éditeur Doubleday, il est enfin libre de publier Le Fléau sous la forme qu'il souhaitait. Une nouvelle édition du roman, comprenant environ cent cinquante mille mots supplémentaires, soit environ 520 pages coupées, ce qui en fait le livre le plus long de King, et réactualisée sur le plan des références culturelles et politiques, est éditée le 23 avril 1990. Les ajouts introduisent plus de variations de rythme, enrichissent la psychologie des personnages, intègrent deux longs passages certainement supprimés en 1978 pour cause de censure, et solidifient la conclusion du roman. En septembre 1990, c'est un deuxième recueil de quatre récits de taille intermédiaire qui paraît. Four Past Midnight, Minuit 2 et Minuit 4 dans l'édition française, est néanmoins très différent de Différentes Saisons car les histoires qui le composent se placent résolument dans les genres fantastique et horrifique. Ce recueil remporte le prix Bram-Stoker dans sa catégorie. Minuit 2 / Minuit 4 et la nouvelle édition du Fléau se classent respectivement aux 2e et 7e places des meilleures ventes de fiction aux États-Unis en 1990.
Ayant retrouvé son rythme d'écriture, King publie deux nouveaux romans en 1991. Terres perdues, publié en août dans une édition limitée à trente mille exemplaires, est le troisième volume du cycle de La Tour sombre. Le petit groupe de pistoleros formé par Roland de Gilead s'y retrouve désormais au complet et se lance sur ce qui constitue la première étape de sa quête dans un monde post-apocalyptique. Dans Bazaar, édité en octobre, King fait ses adieux à la petite ville de Castle Rock, apparue pour la première fois dans Dead Zone et dans plusieurs de ses récits depuis lors, en l'entraînant dans une spirale de violence et de destruction provoquée par les manigances du mystérieux propriétaire d'un nouveau magasin. Avec ce roman se terminant de façon cataclysmique pour Castle Rock, King semble vouloir tourner une page de sa carrière.
Avec ses deux romans suivants parus en 1992, Jessie et Dolores Claiborne, les deux premiers volets d'une « trilogie féministe », King confirme ce sentiment en prenant ses distances avec le genre qui a fait sa gloire. Jessie, huis clos psychologique où l'héroïne est menottée à un lit pendant l'essentiel du récit, et Dolores Claiborne, écrit sous la forme d'un monologue ininterrompu où une femme avoue le meurtre de son mari abusif, sont deux portraits de femmes qui se libèrent chacune à leur manière de la domination masculine. De cette trilogie, poursuivie plus tard avec Rose Madder, Dolores Claiborne est généralement considéré comme le roman le plus abouti,. Bien qu'ils soient, à l'exception d'une scène commune, dépourvus de tout élément surnaturel, les lecteurs de King lui demeurent indéfectiblement fidèles, Dolores Claiborne et Jessie parvenant tous deux à la première place de la liste des best-sellers du New York Times et se classant respectivement aux première et troisième places des meilleures ventes de fiction aux États-Unis en 1992.
Après Rêves et Cauchemars, un recueil de vingt-deux nouvelles et de deux textes sur le baseball, supprimés de la version en français, publié en septembre 1993, King continue à surprendre ses lecteurs avec son nouveau roman. Insomnie, édité en septembre 1994, est en effet un roman méditatif au rythme lent et dont les personnages principaux sont deux personnes âgées souffrant d'insomnies et de visions impliquant trois êtres rappelant les Parques. Le roman prend une autre tournure quand l'écrivain vient y greffer un débat social, le droit à l'avortement, et le relie de façon prononcée au cycle de la Tour sombre. King publie ensuite le troisième volet de sa « trilogie féministe », Rose Madder, en juin 1995. Ce roman aborde directement le thème de la violence conjugale avec son héroïne qui, après des années de sévices, cherche à refaire sa vie loin de son mari, un policier sadique qui entend la retrouver. L'élément fantastique est introduit au milieu du récit par le biais d'un tableau qui est un portail vers un univers parallèle. Bien que ces trois livres se classent dans les dix meilleures ventes annuelles de fiction aux États-Unis, ils ne connaissent pas le succès obtenu par la plupart de leurs prédécesseurs depuis le début des années 1980 et King semble sur le déclin, le magazine Entertainment Weekly soulignant sa baisse de popularité.

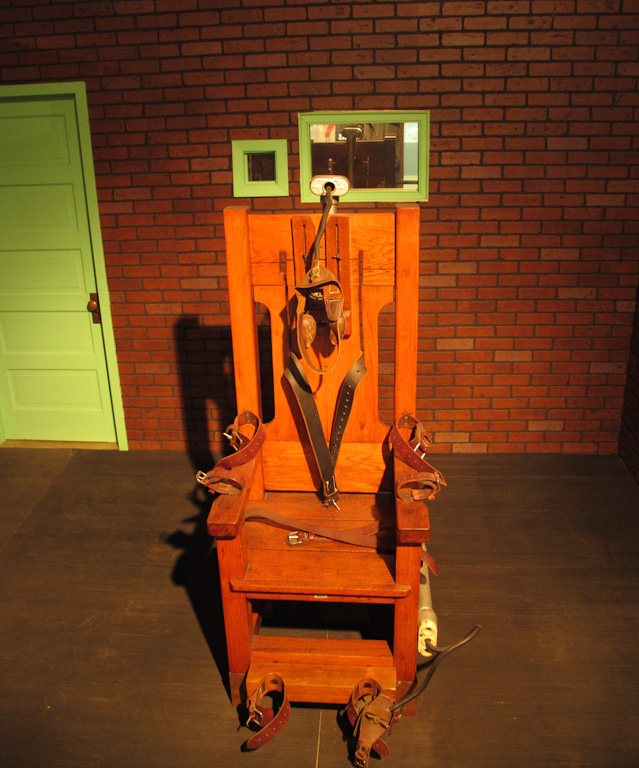
La Ligne verte (1996) est le surnom donné dans ce roman-feuilleton à la bande de linoléum conduisant des cellules des condamnés à mort à la chaise électrique.

King retrouve cependant les sommets dès 1996. Sa nouvelle L'Homme au costume noir, qui narre la rencontre d'un jeune garçon avec le Diable, remporte cette année le prestigieux O. Henry Award, récompensant la meilleure nouvelle parue dans la presse nord-américaine l'année précédente, après avoir également obtenu le prix World Fantasy de la meilleure nouvelle. L'écrivain se lance ensuite dans deux concepts originaux. Il remet tout d'abord à l'honneur le genre du roman-feuilleton, tombé en désuétude, en publiant en édition de poche les six épisodes de La Ligne verte au rythme d'un épisode par mois entre mars et août 1996. La Ligne verte, dont l'action se situe dans les années 1930, a pour cadre le quartier réservé aux condamnés à mort d'un pénitencier où est enfermé John Caffey, accusé du viol et du meurtre de deux fillettes et doté d'un pouvoir curateur. King continue à mettre en avant des thèmes sociaux en y dénonçant le racisme et la peine de mort.
Ses deux romans suivants, Désolation et Les Régulateurs, ce dernier étant publié sous le nom de Richard Bachman, sortent simultanément le 24 septembre 1996. Les deux livres mettent en scène des personnages portant les mêmes noms et qui sont confrontés au même adversaire, une force maléfique nommée Tak, mais dans des situations et des décors radicalement différents. Dans le « match » opposant King à Bachman, c'est le premier qui sort vainqueur, Désolation devançant les Régulateurs au classement des meilleures ventes de fiction aux États-Unis en 1996 avec une 3e place contre une 5e et étant mieux accueilli par la critique,. L'écrivain américain établit cette année-là un nouveau record en plaçant huit livres sur la liste des best-sellers du New York Times. La Ligne verte remporte par ailleurs le prix Bram-Stoker alors que Désolation est le lauréat du prix Locus du meilleur roman d'horreur.
Magie et Cristal, le quatrième volume de la Tour sombre, est publié le 4 novembre 1997 en édition limitée à quarante mille exemplaires et revient en grande partie sur un épisode crucial de la jeunesse de Roland de Gilead. À la même période, King change de maison d'édition pour la deuxième fois de sa carrière et signe un contrat avec Scribner après vingt ans de collaboration avec Viking Press. Mais l'avocat qui lui tient lieu d'agent littéraire depuis 1988 négocie ce nouveau contrat avec fracas, attirant l'attention du milieu de l'édition en demandant dix-sept millions de dollars d'à-valoir pour le prochain roman de King. Celui-ci, gêné par le battage médiatique, renonce à cette considérable avance sur droits d'auteur pour devenir à la place le partenaire de Scribner en négociant une avance de deux millions de dollars par livre et un partage à 50 % des profits,. Le premier roman publié chez Scribner est Sac d'os, qui paraît le 22 septembre 1998. À travers son personnage principal, un écrivain, veuf depuis peu, qui doit simultanément faire face à des fantômes hantant sa résidence et à un multimillionnaire qui veut séparer une mère de son enfant, King y évoque certains aspects de son métier. Cette « histoire d'amour hantée », comme l'appelle King, est généralement considérée comme l'une de ses meilleures œuvres,. Sac d'os est aussi son premier livre à remporter trois prix renommés, le prix Bram-Stoker, le prix British Fantasy et le prix Locus, et se classe à la troisième place des meilleures ventes de fiction aux États-Unis en 1998.

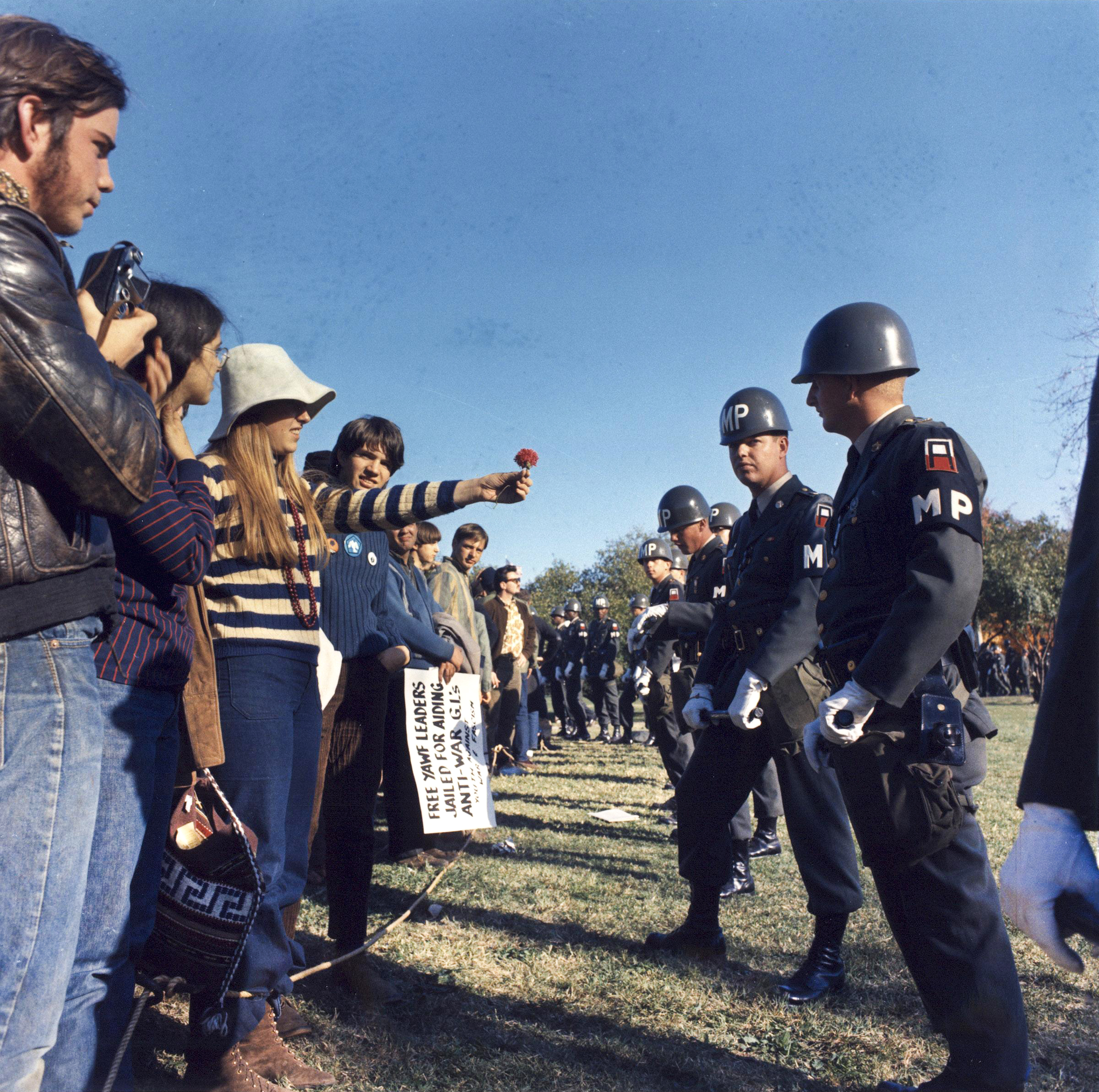
Chasse-cœurs en Atlantide, le deuxième récit de Cœurs perdus en Atlantide (1999), revient sur l'opposition pacifique des étudiants de l'université du Maine à la guerre du Viêt Nam, Stephen King s'inspirant directement pour cela de son expérience d'étudiant.

En 1999, King publie deux nouveaux livres. Dans La Petite Fille qui aimait Tom Gordon, édité en avril, une petite fille se perd dans les bois du Maine et cherche à retrouver la civilisation en puisant du réconfort dans le joueur de baseball des Red Sox de Boston Tom Gordon qui devient son ami imaginaire. Cœurs perdus en Atlantide, publié en septembre, est un recueil de nouvelles assez particulier, les cinq récits le composant, dont deux constituent la plus grande partie du livre, étant reliés par le personnage de Carol Gerber, qui sert de fil rouge. Avec ce recueil, King revient sur les années 1960 et la guerre du Viêt Nam, un sujet qu'il voulait évoquer depuis longtemps, et intègre le seul élément fantastique à travers le pouvoir psychique du personnage de Ted Brautigan, qui fera sa réapparition dans l'avant-dernier volume de la Tour sombre,. Cœurs perdus en Atlantide et La Petite Fille qui aimait Tom Gordon, deux livres au contenu très peu horrifique, se classent respectivement aux sixième et huitième places des meilleures ventes de fiction aux États-Unis en 1999.
Entre la publication de ces deux livres, la vie de Stephen King a toutefois radicalement changé. Il est en effet victime d'un grave accident survenu à proximité de sa maison de Lovell le samedi 19 juin 1999. Alors qu'il marche sur le bord de la route, il est renversé par une camionnette dont le conducteur, Bryan Smith, est distrait par son chien se trouvant sur le siège arrière. Souffrant de nombreuses fractures, neuf à la jambe droite et une au col du fémur, d'un poumon perforé et de quatre côtes cassées, il reste hospitalisé trois semaines durant lesquelles il subit cinq interventions chirurgicales,. Il sort de l'hôpital le 9 juillet et se remet à écrire le 24 du même mois, les premières séances étant très laborieuses en raison de la douleur constante qu'il éprouve à rester longtemps en position assise mais l'écriture ayant à moyen terme un effet thérapeutique. King rachète le véhicule à l'origine de cet accident pour le détruire afin qu'il ne puisse pas être revendu sur des sites de ventes aux enchères à des fans trop intéressés par sa « proximité tragique » avec leur auteur favori. Cependant, dans une interview accordée au journal français Paris-Match, il précise que c'est son épouse Tabitah qui a racheté ce van et l'a fait détruire. À la suite de cet accident, il achète une maison à Sarasota, en Floride, afin de passer l'hiver sous un climat plus favorable à son état de santé.

#### Années 2000
King commence les années 2000 en étant l'un des premiers écrivains à explorer le marché du livre numérique, ce qu'il avait déjà expérimenté en 1993. En mars 2000, il publie sous ce format la nouvelle Un tour sur le Bolid', écrite pendant sa convalescence. L'expérience est une grande réussite avec 400 000 téléchargements le premier jour et une demande qui demeure élevée pendant plusieurs semaines, faisant de ce e-book le premier best-seller numérique. Encouragé par ce succès, l'écrivain va plus loin en proposant de télécharger le premier chapitre du roman The Plant de son site web et de payer 1 $ de façon optionnelle, l'écrivain s'engageant à continuer tant qu'un nombre suffisant de lecteurs acceptent de payer. Les trois premiers chapitres de The Plant ont été écrits entre 1982 et 1985 et distribués par King à ses relations pour Noël avant que l'écrivain n'abandonne l'histoire après avoir réalisé qu'elle se rapprochait trop de La Petite Boutique des horreurs. Entre juillet et décembre 2000, il remanie puis écrit six chapitres du récit au rythme d'un par mois mais le nombre de lecteurs payants diminue progressivement et l'écrivain finit par abandonner le projet.

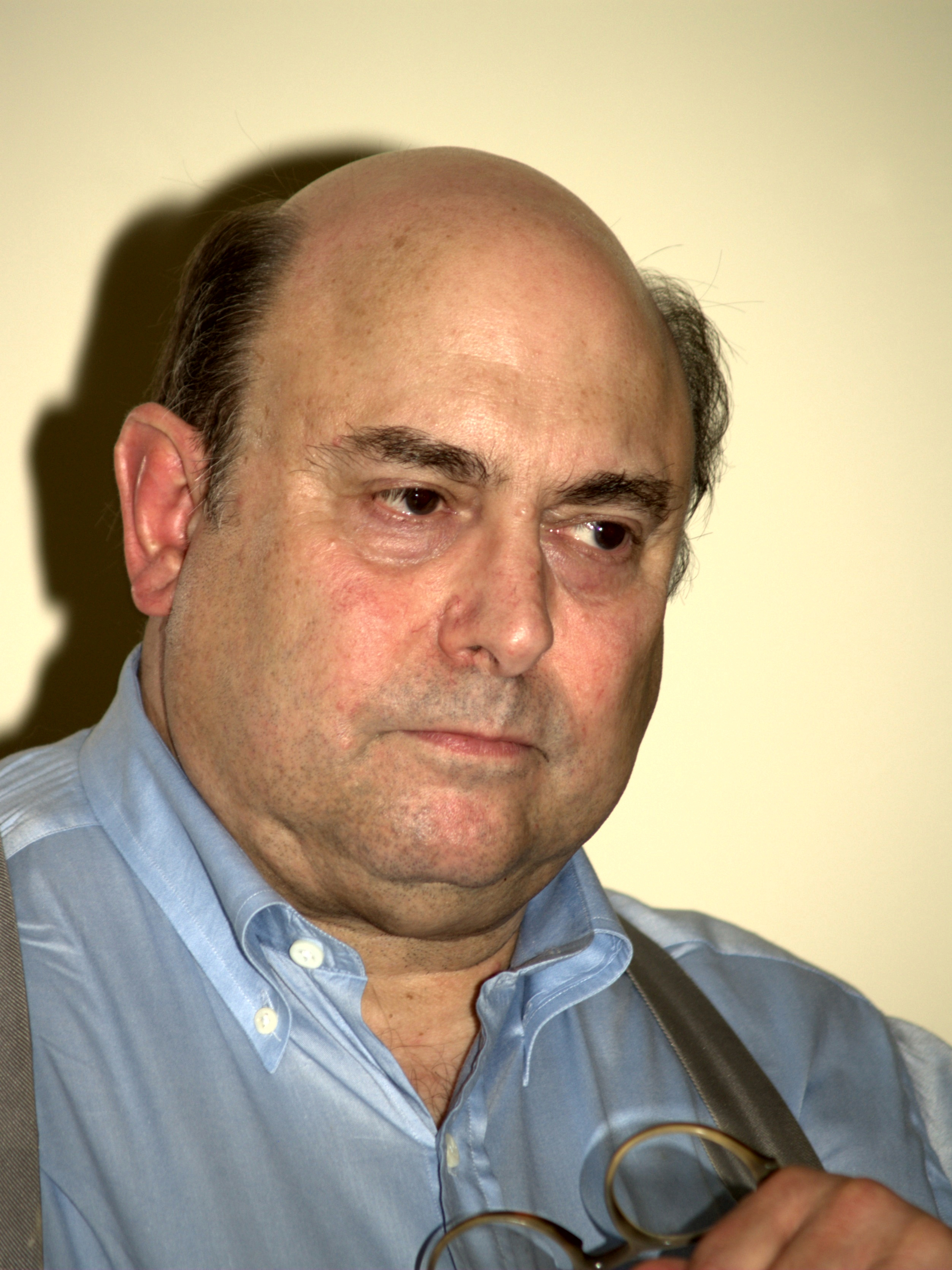
Stephen King collabore pour la deuxième fois avec son ami Peter Straub à l'occasion du roman Territoires (2001).

Écriture : Mémoires d'un métier, livre qui tient à la fois de l'essai sur l'art d'écrire et de l'autobiographie et sur lequel King travaillait déjà avant son accident, est publié le 3 octobre 2000. Ce livre remporte le prix Bram-Stoker et le prix Locus dans sa catégorie. En 2001, King publie deux romans qui sont les premiers à avoir été entièrement écrits après son accident. Dreamcatcher, qui paraît en mars, mêle horreur et science-fiction, les victimes d'un virus extraterrestre développant à l'intérieur de leur corps des créatures qui les tuent en arrivant à maturité. Territoires, édité en septembre, est la deuxième collaboration de King avec Peter Straub et reprend le personnage principal du Talisman vingt ans après les événements de ce roman. King y établit plusieurs connexions avec La Tour sombre. Dreamcatcher et Territoires se classent respectivement aux 4e et 6e places des meilleures ventes de fiction aux États-Unis en 2001.
En 2002, King annonce qu'il va prendre sa retraite d'écrivain après avoir terminé le cycle de la Tour sombre en raison du sentiment qu'il éprouve de se répéter et des douleurs engendrées par les séquelles de ses blessures. Il renonce à ce projet, mais ralentit néanmoins son rythme d'écriture. Deux livres sortent cette année-là. Tout est fatal, paru en mars, est un recueil de 14 nouvelles dont la grande majorité ont été écrites dans la deuxième moitié des années 1990. Roadmaster, publié en septembre, est l'histoire d'un étrange véhicule entreposé dans un hangar par les policiers d'une petite ville. Ce roman dont le premier jet a été écrit par King avant son accident est moins bien accueilli que la plupart de ses livres. Même s'il occupe pendant une semaine la 1re place de la liste des best-sellers du New York Times, il n'intègre pas les dix meilleures ventes annuelles de fiction aux États-Unis, première fois que cela arrive à un roman de King, à l'exception de ceux parus en édition limitée ou sous le pseudonyme de Richard Bachman, depuis la première édition du Fléau en 1978.
À partir de juillet 2003, King partage environ toutes les trois semaines ses opinions sur la culture populaire dans une colonne de l'Entertainment Weekly appelée The Pop of King (« La Pop de King ») qui est publiée jusqu'à janvier 2011,. En novembre, il reçoit le National Book Award, prestigieuse récompense de la National Book Foundation, pour sa remarquable contribution à la littérature américaine, ce qui provoque quelques remous dans le milieu académique. Environ à la même période, il souffre d'une pneumonie, causée indirectement par son accident qui a fragilisé son poumon, et met plusieurs mois à s'en remettre.
King s'est entretemps attaché à terminer le cycle de la Tour sombre, commençant par remanier le premier volume, Le Pistolero, pour le rendre plus cohérent avec les tomes ultérieurs. Les Loups de la Calla, édité en novembre 2003, est inspiré par le western de John Sturges Les Sept Mercenaires,. Les deux tomes concluant la saga, Le Chant de Susannah et La Tour sombre, sont publiés en juin et septembre 2004 et voient la quête de Roland de Gilead et de ses compagnons parvenir à son terme. King s'y adonne à la métafiction en se mettant en scène comme personnage, relatant notamment son accident sous la forme de fiction, mais de façon assez fidèle, dans le dernier volume. Le 7e volume du cycle, au titre homonyme, remporte le prix British Fantasy.
L'écrivain américain change ensuite complètement de genre avec la publication de Colorado Kid, un roman policier dans lequel deux vieux journalistes content à leur jeune stagiaire l'affaire la plus mystérieuse de leur longue carrière. Ce court roman paraît directement en édition de poche le 4 octobre 2005. L'année suivante, King revient à son genre de prédilection avec Cellulaire, publié en janvier 2006, et dans lequel un signal transmis via les téléphones portables contamine les gens et les transforme en fous furieux assoiffés de sang. Ce roman est à la fois un hommage aux films de zombies et une attaque directe contre l'utilisation massive des téléphones portables. Histoire de Lisey, paru en octobre 2006, présente un contenu nettement moins horrifique et est considéré par son auteur comme le meilleur livre qu'il ait écrit. Inspiré par la pneumonie qui l'a atteint en 2003, ce roman met en scène la veuve d'un écrivain qui suit un jeu de pistes post-mortem laissé par son défunt mari, qui était à la fois affligé d'une malédiction familiale et doté d'un don bien particulier, tout en étant harcelée par un déséquilibré. Histoire de Lisey et Cellulaire se classent respectivement aux 6e et 8e places des meilleures ventes de fiction aux États-Unis en 2006, et Histoire de Lisey remporte par ailleurs le prix Bram-Stoker.

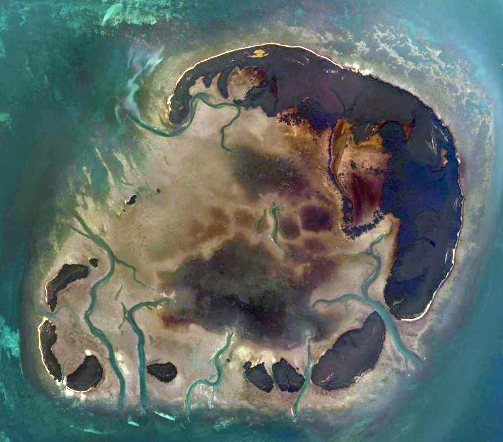
Duma Key (2008) a pour cadre principal une île fictive de la côte de Floride.

Le 26 avril 2007, King reçoit le titre de « Grand maître » de la Mystery Writers of America à l'occasion de la 61e cérémonie des prix Edgar-Allan-Poe. En juin, il publie sous son pseudonyme de Richard Bachman le roman Blaze. Écrit au début des années 1970, c'est un roman à suspense psychologique, hommage littéraire à Des souris et des hommes, où un kidnappeur légèrement attardé se prend d'affection pour l'enfant qu'il a enlevé. King le remanie profondément avant de le soumettre à la publication. Le roman suivant, Duma Key, paraît en janvier 2008. Premier roman de King qui a pour cadre principal la Floride, son histoire est celle d'un homme qui s'installe sur un key après un grave accident et qui peint des tableaux, en rapport avec le passé trouble de l'île, qui peuvent altérer la réalité. Quelques mois plus tard, en novembre, il publie Juste avant le crépuscule, un recueil de treize nouvelles écrites, à une exception près, au cours de la décennie écoulée. Duma Key et Juste avant le crépuscule remportent tous deux le prix Bram-Stoker dans leurs catégories respectives.
En février 2009, l'auteur renoue avec le marché du livre numérique en publiant une nouvelle, Ur, à l'occasion du lancement de la deuxième génération de l'Amazon Kindle et disponible uniquement sur le site Amazon.com. Cette nouvelle présente un Kindle ayant une fonction de recherche dans des univers parallèles. King écrit également avec son fils Joe Hill une autre nouvelle, Plein Gaz, à l'occasion d'une anthologie rendant hommage à Richard Matheson. Le 10 novembre 2009 paraît le roman Dôme, un projet que King a par deux fois déjà abandonné dans le passé et qui est son troisième livre le plus volumineux après le Fléau et Ça. Dans ce roman allégorique sur des questions écologiques et politiques, une petite ville est brusquement coupée du reste du monde par un dôme transparent et infranchissable.

#### Années 2010

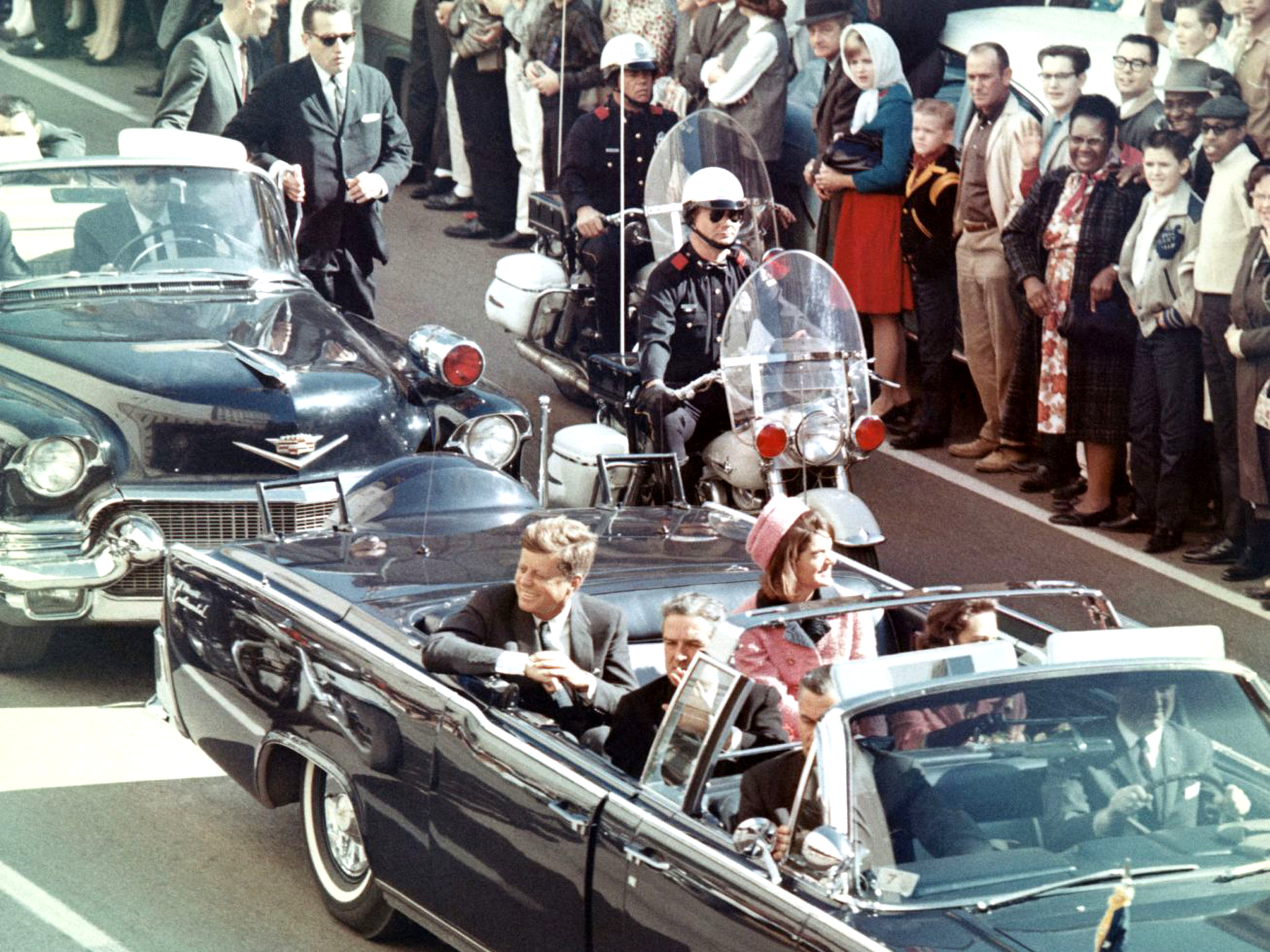
22/11/63 doit son nom à la date de l'assassinat, le 22 novembre 1963, de John Fitzgerald Kennedy à Dallas.

En 2010, Stephen King coscénarise avec Scott Snyder les cinq premiers numéros de la série de comics American Vampire en accompagnant la BD d'une introduction. En novembre de la même année, il publie Nuit noire, étoiles mortes, son troisième recueil de quatre récits de taille intermédiaire, dont un seul relève du genre fantastique. Ce livre remporte le prix Bram-Stoker ainsi que le prix British Fantasy du meilleur recueil. 22/11/63, le roman suivant, paraît le 8 novembre 2011, après avoir demandé un travail de recherches en amont bien plus important que l'écrivain n'en a l'habitude. Dans ce thriller uchronique que King avait l'intention d'écrire depuis le début de sa carrière, un enseignant remonte le temps par l'intermédiaire d'un portail qui conduit en 1958 dans le but d'empêcher l'assassinat de John Fitzgerald Kennedy. Ce roman est le plus grand succès commercial de King depuis Sac d'os, avec quatre semaines passées à la 1re place de la liste des best-sellers du New York Times et une 2e place au classement des meilleures ventes de fiction aux États-Unis en 2011 avec plus de 919 000 exemplaires vendus.
L'écrivain retrouve ensuite l'univers de La Tour sombre avec La Clé des vents, le 8e volume du cycle, dont les événements se situent entre Magie et Cristal et Les Loups de la Calla, et qui est publié en février 2012. Il utilise pour ce livre la technique du récit dans le récit, le récit encadrant cédant rapidement la place à une histoire de jeunesse de Roland de Gilead au cours de laquelle il conte une autre histoire, l'essentiel du roman, à un jeune garçon. Il collabore ensuite à nouveau avec son fils Joe Hill pour l'écriture de la nouvelle Dans les hautes herbes, publiée en deux parties dans un magazine pendant l'été 2012.
En 2013, il publie deux nouveaux romans. Il renoue tout d'abord avec le roman policier avec Joyland, paru le 4 juin directement en édition de poche, qui met en scène un jeune employé d'un parc d'attractions se lançant sur la piste d'un tueur en série ayant sévi dans ce parc. Docteur Sleep, roman qui reprend le personnage de Danny Torrance, le jeune héros de Shining, l'enfant lumière désormais adulte, en le mettant aux prises avec un groupe d'immortels se nourrissant d'enfants possédant le même don que lui, est édité le 24 septembre. Pour assurer la promotion de ce roman très attendu, l'écrivain américain se rend en France et en Allemagne où il accorde plusieurs interviews et conférences ainsi qu'une séance de dédicace unique en Europe, à Paris. Docteur Sleep remporte le prix Bram-Stoker et se classe à la 2e place des meilleures ventes de fiction aux États-Unis en 2013 avec plus de 942 000 exemplaires vendus.
Son livre suivant, publié le 3 juin 2014, est un autre roman policier, dont le titre est Mr. Mercedes, dans lequel un criminel qui a tué plusieurs personnes en les écrasant avec sa voiture nargue le policier à la retraite qui était chargé de l'affaire et prépare un nouvel attentat encore plus meurtrier. Ce roman, lauréat du prix Edgar-Allan-Poe, est le premier d'une trilogie centrée sur le personnage de Bill Hodges, policier à la retraite. Le second volume, dont le titre est Carnets noirs, sort le 2 juin 2015 et traite d'un admirateur déséquilibré qui assassine un écrivain et tente, plusieurs années plus tard, de récupérer son carnet de notes inédites. Entre ces deux ouvrages, le 11 novembre 2014, King publie Revival, roman dans lequel un guitariste retrouve un ancien pasteur fasciné par l'électricité qui a renié Dieu à la suite d'un terrible drame familial, et devient son assistant pour une ultime expérience. Ce roman aborde les thèmes du fanatisme religieux, de l'addiction et de la musique.

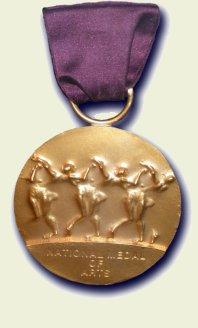
La National Medal of Arts, remise à Stephen King en 2015.

Le 10 septembre 2015, King est reçu à la Maison-Blanche pour y être décoré de la National Medal of Arts, la plus haute distinction accordée par le gouvernement américain à des artistes. Son nouveau recueil de nouvelles, intitulé Le Bazar des mauvais rêves et composé de vingt textes, est publié le 3 novembre 2015. L'écrivain termine ensuite sa trilogie sur Bill Hodges en confrontant à nouveau l'ancien policier au tueur à la Mercedes dans Fin de ronde, publié le 7 juin 2016.
2017 est une année placée sous le signe de la collaboration. Il coécrit avec Richard Chizmar le roman court Gwendy et la Boîte à boutons, publié en mai et qui se déroule à Castle Rock, puis avec son fils Owen le roman Sleeping Beauties, publié en septembre. Dans ce roman, une étrange épidémie plonge les femmes dans un profond sommeil durant lequel elles sont enveloppées d'un cocon.
Le 22 mai 2018, il publie L'Outsider, roman policier qui s'oriente vers le surnaturel dans sa deuxième partie et dans lequel intervient Holly Gibney, l'un des personnages principaux de sa trilogie sur Bill Hodges. Toujours en 2018, il reçoit le PEN America Literary Service Award en tant que défenseur de l'alphabétisation et de la liberté d'expression. Début septembre 2018, sort Classe tous risques une anthologie de nouvelles ayant pour thème tout ce qui peut mal se passer en avion, qu'il co-édite avec son ami Bev Vincent et pour lequel il propose la nouvelle inédite L'Expert en turbulences. Le court roman Élévation, sorti fin octobre 2018 et qui a pour cadre la ville de Castle Rock, est un conte fantastique sur le thème de la tolérance.
En 2019, un seul ouvrage écrit par Stephen King est publié : L'Institut, roman paru courant septembre.

#### Années 2020
De même qu'en 2019, Si ça saigne, un recueil de quatre romans courts paru en mai, est le seul ouvrage de Stephen King qui soit publié dans l'année 2020.
En 2021, Stephen King retourne à un rythme de deux ouvrages publiés avec les romans Après, paru en mars, et Billy Summers, paru en août. 2022 suit le même rythme avec la sortie des romans La Dernière Mission de Gwendy en février, coécrit avec Richard Chizmar, puis de Conte de fées en septembre. En septembre 2023 est publié un roman à propos du personnage d'Holly Gibney, déjà présente dans la trilogie Mr. Mercedes, qui s'intitule Holly.
Son nouveau recueil de nouvelles, intitulé Plus noir que noir et composé de douze textes, est publié le 21 mai 2024,. Il est le seul ouvrage de l'auteur paru en 2024.
En mai 2025 est publié un nouveau roman centré sur Holly Gibney, intitulé Never Flinch.

### Vie privée
Stephen King vit avec sa femme, Tabitha, qu'il a épousée le 2 janvier 1971 et avec laquelle il a eu trois enfants, le deuxième, Joe Hill, étant également écrivain. Le vrai nom complet de Joe est Joseph Hillstrom King et il est écrivain sous le nom de Joe Hill,. Les deux noms de Joseph Hillstrom et Joe Hill font référence à un syndicaliste,.
Stephen King a été élevé dans la religion méthodiste et affirme qu'il croit en Dieu mais n'a pas besoin de religion organisée. Il possède et occupe trois maisons suivant les époques de l'année : une à Bangor dans le Maine, une à Lovell dans le Maine et une à Sarasota en Floride, où il passe l'hiver. Le 16 octobre 2019, il obtient du conseil municipal de Bangor l'autorisation de transformer son manoir en centre d'archives et résidence d'écrivains. Il est propriétaire de deux stations de radio à Bangor : WZON, station d'informations sportives retransmettant les rencontres locales, et WKIT, station de rock classique. Atteint d'une prédisposition génétique à la dégénérescence rétinienne, il évoque la possibilité de devenir aveugle.
Stephen King apparaît auprès de sa femme dans une nouvelle écrite par son fils Joe Hill. La nouvelle, intitulée Carrousel infernal, dévoile la vie passée de l'auteur et de sa famille. Il met souvent en scène sa chienne Molly alias The Thing of Evil (la Chose du Mal) sur ses réseaux sociaux,.

#### Centres d'intérêt

##### Baseball

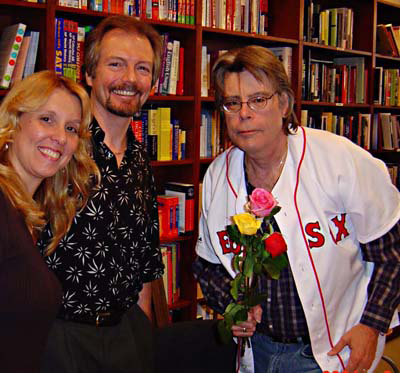
Stephen King (à d.) portant un maillot des Red Sox de Boston.

Stephen King s'intéresse au baseball depuis son enfance et est devenu un fan inconditionnel de l'équipe des Red Sox de Boston en 1967. Il assiste fréquemment à leurs matchs, tant à domicile qu'à l'extérieur.
En 1989, King est entraîneur assistant de l'équipe de baseball de son fils Owen, la Bangor West Team, qui évolue dans la Little League du Maine et qui remporte cette année-là le championnat de l'État. Il raconte son expérience dans Head Down, un essai paru dans le New Yorker et dans la version américaine de Rêves et Cauchemars. Dans ce même recueil se trouve un deuxième texte en rapport avec le baseball, Août à Brooklyn, un poème qui ne fut également pas traduit dans la version française du recueil mais qui fut publié pour la première fois en français en janvier 2020 dans la revue Galaxies. En 1992, Stephen King offre 1 200 000 US$ à la ville de Bangor pour la construction d'un terrain de baseball pour les équipes de jeunes. Ce terrain est baptisé officiellement Shawn Trevor Mansfield Stadium, en hommage au fils d'un entraîneur local mort d'une méningite, mais est plus connu sous le surnom de Field of Screams (« Terrain des hurlements »),.
Son roman La Petite Fille qui aimait Tom Gordon, paru en 1999, présente une jeune protagoniste qui est elle-aussi une fanatique des Red Sox et qui perdue en forêt, maintient un lien avec la civilisation en écoutant les matchs de l'équipe sur sa radio portable, suivant en particulier les exploits de son joueur favori, le lanceur de relève Tom Gordon. En 2004, King coécrit avec Stewart O'Nan Faithful: Two Diehard Boston Red Sox Fans Chronicle the Historic 2004 Season, retraçant la saison 2004 des Red Sox jusqu'à leur victoire en Série mondiale de baseball, la première pour l'équipe depuis 1918. En 2005, il apparaît dans le film Terrain d'entente (Fever Pitch) où il lance la première balle de la journée d'ouverture de la saison. En avril 2010, il publie un court roman, Billy Barrage, dont le personnage principal est un joueur de baseball détenteur d'un terrible secret.

##### Moto
L'écrivain est également un passionné de la marque de motos Harley-Davidson. À l'automne 1994, il traverse les États-Unis avec sa Harley à l'occasion de la tournée promotionnelle du roman Insomnie, s'arrêtant dans dix villes, du Vermont à la Californie, pour des séances de dédicaces dans des librairies indépendantes. En novembre 1997, il passe ses vacances en traversant l'Australie en Harley de Sydney jusqu'à Perth.

##### Musique

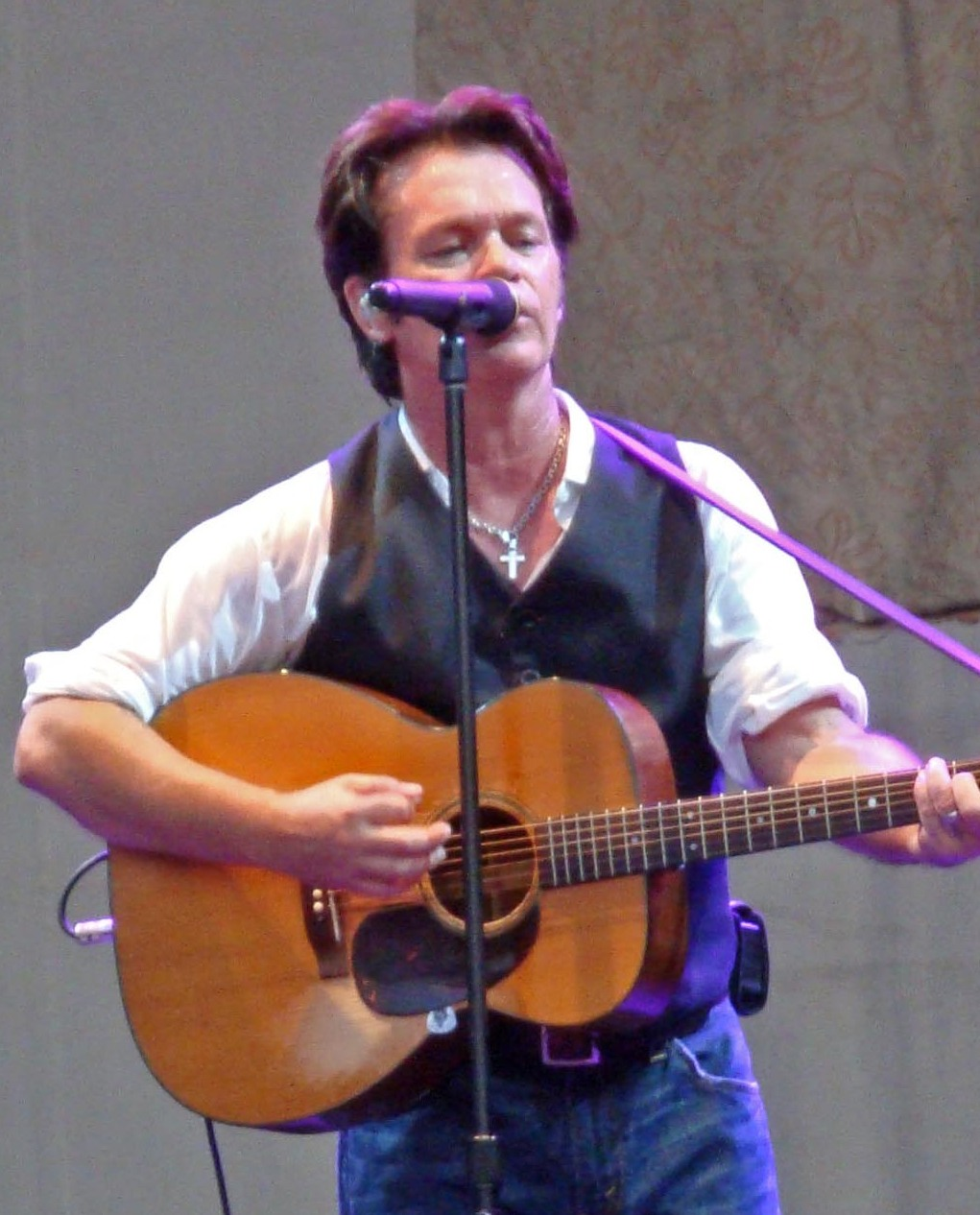
Stephen King a collaboré avec John Mellencamp pour créer la comédie musicale Ghost Brothers of Darkland County (2012).

Musicien amateur, King joue de la guitare dans un petit groupe, The Mune Spinners, alors qu'il est étudiant à l'université du Maine. Plus de vingt ans plus tard, devenu célèbre, il assure la guitare rythmique au sein du groupe Rock Bottom Remainders, créé en 1992 et presque uniquement composé d'écrivains, dont font également partie Matt Groening, Barbara Kingsolver, Al Kooper, Greil Marcus et Amy Tan. Le concert que le groupe donne en 1992, dans lequel il interprète des reprises de standards du rock 'n' roll des années 1950, a tellement de succès que King propose de faire une tournée de huit concerts en 1993, tournée relatée dans le livre Mid-Life Confidential: The Rock Bottom Remainders Tour America with Three Chords and an Attitude (1994), écrit en commun par les membres de la formation. Le groupe se réunit par la suite à quelques occasions et donne son dernier concert en 2012, avant de retourner sur scène pour un concert unique en mai 2019 à Minnepolis durant un festival littéraire.
King a également collaboré à plusieurs reprises avec des musiciens. En 1988, il enregistre une introduction pour une chanson de l'album-concept Imaginos du groupe Blue Öyster Cult. Il écrit dans les années 1990 la première version du scénario, profondément remaniée par la suite, du court-métrage Ghosts (1997) de Michael Jackson. En 2010, il réécrit les dialogues, dont il est le narrateur, de l'album-concept Black Ribbons de Shooter Jennings. En 2012, il concrétise un projet plusieurs fois repoussé avec Ghost Brothers of Darkland County, une comédie musicale dont il a écrit le livret avec une musique de John Mellencamp et une production de T-Bone Burnett. La comédie musicale est présentée pour la première fois sur scène à Atlanta en avril 2012, et le CD de Ghost Brothers of Darkland County est sorti le 19 mars 2013.

#### Engagement politique et social
Stephen King vote pour la première fois lors de l'élection présidentielle américaine de 1968 et apporte sa voix au candidat républicain Richard Nixon en croyant sa promesse selon laquelle il sortirait les États-Unis de la guerre du Viêt Nam. Voyant ses espoirs vite détrompés, il se tourne en moins d'un an vers le radicalisme contre la guerre, appelant dans ses articles les étudiants de l'université du Maine à la grève et faisant des comptes-rendus de manifestations pacifiques. Depuis cette époque, il soutient le parti démocrate. Il apporte notamment son soutien aux candidats Gary Hart durant la campagne présidentielle de 1984 puis Barack Obama durant celle de 2008. Pour celle de 2016, il soutient Hillary Clinton mais est beaucoup plus remarqué pour ses nombreux tweets contre le républicain Donald Trump,.
En 1986, l'écrivain américain prend publiquement position contre la censure à l'occasion d'un référendum organisé dans le Maine sur l'interdiction à la vente de produits obscènes (par exemple les magazines pornographiques). King, dont plusieurs livres ont été retirés des bibliothèques scolaires à travers le pays, s'exprime à ce sujet dans les médias locaux et affronte le président de la Christian Civic League du Maine, à l'origine du référendum, lors d'un débat radiophonique. Il fait notamment valoir l'argument que la définition de l'obscénité est particulièrement floue et que cette loi ouvrirait la porte à certaines dérives. La proposition de censure est rejetée à une large majorité.
Il s'est également exprimé à plusieurs reprises sur la législation des armes à feu aux États-Unis, faisant part de son désir de restreindre l'accès aux armes à feu. Dans son essai Guns, paru sous forme de livre numérique en janvier 2013, il milite pour l’interdiction de vendre et de posséder des armes automatiques et semi-automatiques.
En 2011, il prend la parole lors d'un rassemblement de protestation contre la politique budgétaire du gouverneur de Floride Rick Scott et exprime son rejet du mouvement Tea Party et son désir que la tranche d'imposition la plus haute, dont il fait partie, soit taxée à 50 % au lieu de 28 %. En mars 2015, il est accusé d'évasion fiscale par le gouverneur du Maine Paul LePage, à qui il s'est déjà plusieurs fois opposé. Il réfute l'accusation et révèle avoir payé 1,4 million de dollars d'impôts en 2014. L'annonce de LePage, qui s'est révélée erronée, est corrigée par le bureau du gouverneur.
En 2019, il participe à une vidéo avec d'autres stars américaines pour demander que le rapport Mueller concernant le RussiaGate soit résumé, pour que, en quelques minutes, « le peuple américain comprenne son contenu et la personnalité de leur président ».
Très engagé politiquement sur les réseaux sociaux, notamment très critique à l'encontre de Donald Trump, Stephen King annonce en janvier 2020 qu'il quitte Facebook et Instagram : « Je ne suis pas à l’aise avec le flot de fausses informations autorisées dans sa publicité politique et je ne suis pas confiant dans sa capacité à protéger la vie privée de ses utilisateurs ».

#### Philanthropie

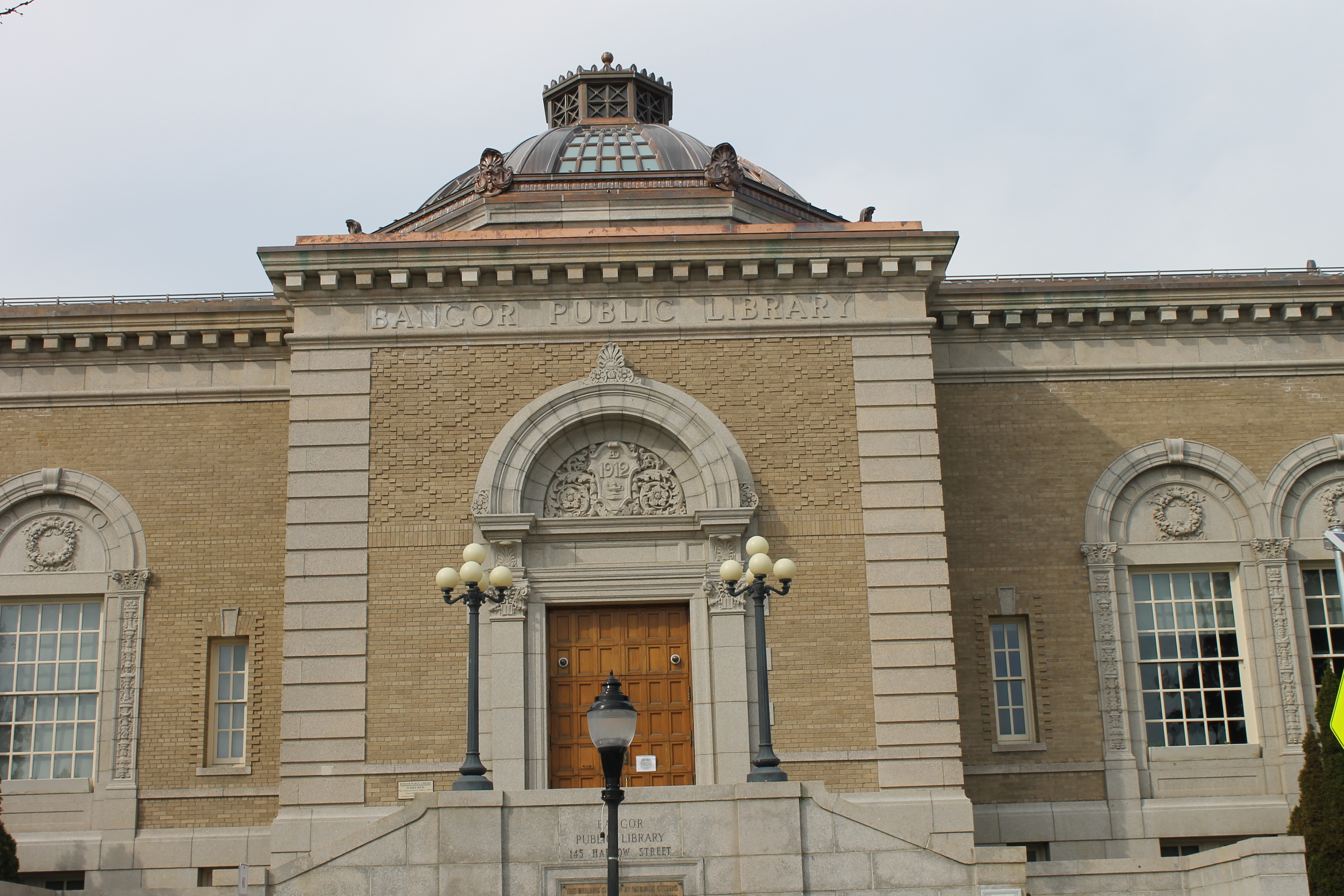
La bibliothèque publique de Bangor a plusieurs fois bénéficié des dons de l'écrivain.

Stephen King et sa femme Tabitha participent à de nombreuses œuvres philanthropiques dans le Maine. Ils fondent en 1986 la Stephen & Tabitha King Foundation afin de venir en aide aux personnes pauvres de cet État, notamment dans les domaines de l'éducation et de la santé. Par l'intermédiaire de la fondation, ils donnent chaque année 10 % de leurs revenus à diverses organisations, caritatives pour la plupart.
Parmi ses nombreux dons, l'écrivain a offert plusieurs millions de dollars à la Milton Academy, école privée de Milton où ses trois enfants ont étudié, pour la construction d'un théâtre nommé Ruth King Theater en 1989 ; 750 000 dollars pour financer la construction d'une aile pour la bibliothèque publique de Bangor en 1989 ; 750 000 $ pour la création d'une nouvelle unité pédiatrique à l’Eastern Maine Medical Center de Bangor en 1992 ; 1 400 000 $ pour la construction d'une piscine municipale, le Beth Pancoe Memorial Aquatic Center, à Bangor en 2004 ; 70 000 $ afin d'aider les familles du Maine dans le besoin à payer leurs factures de chauffage en 2011 ; 3 000 000 $ pour les travaux du toit de la bibliothèque de Bangor en 2013 ; 50 000 $ aux écoles primaires du Maine en 2018 ; 1,25 million de dollars en faveur de la recherche généalogique ; 40 000 $ pour des demandeurs d’asile.
En 2019, King dédicace un exemplaire de L'Institut qui sera mis aux enchères au profit du fonds de bourses d'études de l'association de la presse du Maine.
La Stephen & Tabitha King Foundation poursuit chaque année sa mission philanthropique avec notamment la donation de 15 000 dollars pour une association d'infirmiers du Maine, 50 000 $ pour une association luttant contre les discriminations raciales, 50 000 $ pour une association locale d'aide alimentaire auprès des habitants d'une ile du Maine, 50 000 $ pour la rénovation d'une bibliothèque locale ou encore 10 000 $ pour la rénovation des locaux d'une association d'anciens combattants.

## Analyse de l'œuvre

### Méthode de travail
Stephen King écrit dans son autobiographie, publiée en 2000, qu'il s'est fixé un quota journalier de deux mille mots, environ dix pages, et ne s'arrête pas d'écrire tant qu'il ne l'a pas atteint, avouant par ailleurs qu'il était plus prolifique au début de sa carrière. En 2006, il affirme que son rythme d'écriture a encore diminué et qu'il est désormais plus proche des mille mots par jour. Il s'appuie sur une méthode de travail intuitive en partant d'une situation de départ et en écrivant spontanément, sans bâtir d'intrigue à l'avance, à l'exception de quelques romans comme Dead Zone, Insomnie ou Rose Madder. L'évolution des personnages détermine alors celle de l'histoire et sa conclusion, qui est souvent différente de celle qu'il a envisagée initialement. Après avoir terminé le premier jet du récit, il se sert ensuite de l'étape de relecture pour mettre en avant la thématique ou le symbolisme qu'il a repéré.

### Style littéraire

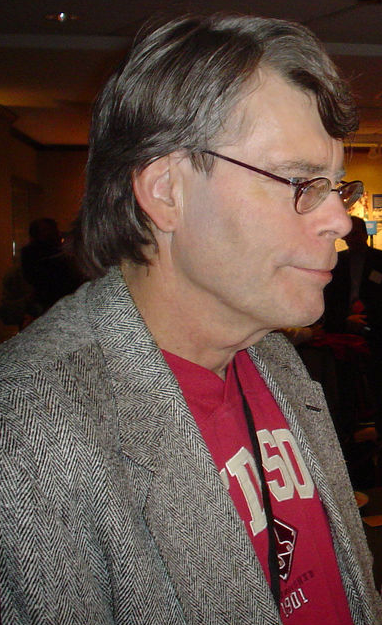
Stephen King en janvier 2007.

La principale qualité de Stephen King, reconnue même par ses détracteurs les plus acharnés, est son sens de la narration, son talent de conteur capable de captiver le lecteur à travers une histoire rendue très rapidement intéressante. Ses personnages vivants et colorés, qui prennent une identité bien définie en quelques phrases, et son aisance à susciter la frayeur en frappant l'imagination de ses lecteurs, font également partie de ses forces en tant qu'écrivain. Le réalisme de ses personnages et des situations qui les introduisent sont d'ailleurs un facteur déterminant dans sa réussite à faire accepter par ses lecteurs l'irruption de l'horreur.
À l'inverse, il lui est régulièrement reproché d'avoir écrit des romans trop longs qui auraient été bien meilleurs sous une forme plus condensée, comme Les Tommyknockers ou Insomnie. Son style, notamment au début de sa carrière, a été qualifié par certains critiques de laborieux, voire de maladroit, et son recours à des scènes explicites pour provoquer la révulsion a également été critiqué. Sa méthode d'écriture intuitive est enfin la cause de conclusions parfois qualifiées de « plates ». Néanmoins, le style familier, les dialogues parfois vulgaires et le recours à des scènes choquantes sont totalement assumés par King, qui les justifie par un souci de réalisme et d'efficacité.
King crée un grand nombre d'interactions entre ses livres où certains faits, certains personnages se croisent ou se retrouvent d'un roman à un autre. Dolores Claiborne et Jessie en sont un exemple flagrant ainsi que le diptyque Désolation et Les Régulateurs. Ses œuvres présentent également une unité géographique, la majorité se situant dans le Maine et la ville fictive de Castle Rock étant emblématique. Des histoires semblant souvent n'avoir aucun lien entre elles sont en fait liées par des personnages secondaires récurrents ou des références à des événements s'étant déroulés dans une histoire précédente, par exemple, le personnage de Cynthia reliant Rose Madder à Désolation.
La Tour sombre, constitué de huit volumes, est un cycle qui lui permet de lier tous ces romans à une seule réalité, constituée d'univers parallèles, et de donner à son œuvre une dimension épique plutôt que de considérer ses crossover comme anecdotiques. King qualifie d'ailleurs le cycle de « Jupiter du système solaire de mon imagination ». Bon nombre de ses romans font référence au cycle de la Tour sombre et vice-versa, souvent à travers des détails plus ou moins mineurs mais parfois de façon beaucoup plus essentielle, les connexions avec Insomnie, Cœurs perdus en Atlantide, Salem et Territoires étant les plus signifiantes. L'un des personnages de King qui revient le plus fréquemment est Randall Flagg, incarnation du mal dont la présence se décline sur plusieurs mondes parallèles ; il est ainsi l'homme en noir dans La Tour sombre, le sorcier maléfique dans Les Yeux du dragon, ainsi que le principal antagoniste du Fléau et, sans doute, de Bazaar.
King interrompt régulièrement la narration, parfois au milieu d'une phrase, pour indiquer en italiques ou entre parenthèses les pensées d'un personnage ou un souvenir qui ressurgit, et use très souvent de comparaisons et de métaphores, donnant ainsi un style très visuel à sa narration. De plus, il intègre dans son récit de multiples références à la culture populaire et des détails précis, résultant de son observation de la société, dans un souci de réalisme et afin que le lecteur puisse aisément s'identifier au monde présenté.
Les romans publiés sous le nom de Richard Bachman se caractérisent par des éléments plus ancrés dans la réalité, une narration plus compressée qui traduit un sentiment d'urgence avec le temps qui passe ou un compte à rebours qui s'égrène, et un personnage principal qui poursuit une obsession. Bachman peut aussi être considéré comme « l'incarnation du radicalisme de l'étudiant Stephen King », les quatre premiers romans publiés sous ce pseudonyme ayant comme point commun une forte connotation sociale et politique avec leur dénonciation du système éducatif, de l'esprit de compétition permanent, des pressions gouvernementales, de l'exclusion des marginaux et du pouvoir grandissant des médias.

### Thèmes
Son œuvre est parsemée de références à l'histoire et à la culture américaines, et particulièrement leurs côtés les plus sombres. Elles apparaissent le plus souvent dans les histoires de ses personnages, étant un facteur d'explication de leurs peurs les plus primaires. La violence, en particulier la violence au sein de la cellule familiale, le racisme et les aspects négatifs de la nature humaine en général sont des thèmes récurrents dans ses œuvres, qui portent un regard quasiment naturaliste et dénué de complaisance sur la société américaine, et notamment la vie dans les petites villes.
Les livres de King se placent souvent dans le courant littéraire naturaliste qui part du principe que l'être humain est soumis à la destinée mais qu'il peut l'influencer dans une certaine part en prenant des décisions dictées par sa morale. L'élément le plus terrifiant, dans son œuvre, n'est pas l'intrusion du surnaturel mais le degré d'implication qu'elle exige de la part de l'humanité, ce qui met ainsi en lumière la vulnérabilité de nos institutions : le gouvernement, le système scolaire, les communautés locales et la cellule familiale.
Les personnages principaux sont très souvent des écrivains : Ben Mears dans Salem, Bill Denbrough dans Ça, Paul Sheldon dans Misery, Thaddeus Beaumont dans La Part des ténèbres, Mike Noonan dans Sac d'os, Billy Summers dans le roman homonyme… King expose divers aspects de son métier dans sa « trilogie de l'écrivain ». Il évoque les rapports parfois délicats entre un écrivain et ses admirateurs dans Misery (1987), la puissante influence que peut exercer sur lui ses créations dans La Part des ténèbres (1989) et la hantise du plagiat dans Vue imprenable sur jardin secret (1990). Plus tard, il aborde également le blocage de l'écrivain et se livre à une satire du monde de l'édition dans Sac d'os (1998). À travers ses personnages écrivains, King étudie sous plusieurs facettes le « lien complexe » qui unit l'auteur à ses créations, la frontière séparant la réalité de l'imaginaire, le « pouvoir curatif de l'imagination », les mystères de l'inspiration et l'angoisse de perdre celle-ci.
L'enfance est également un thème majeur de l'œuvre de King, surtout dans ses premières œuvres, et les enfants jouent fréquemment des rôles essentiels dans ses histoires : Shining, l'enfant lumière, Charlie, Le Talisman, Ça, Désolation… La séparation entre le monde des adultes et celui des enfants est clairement établie et, dans les romans où des enfants ou des adolescents jouent les premiers rôles, les parents, et la famille en général, sont généralement définis comme ayant une influence destructrice sur leurs rejetons. Le thème de « l'enfance sacrifiée », au centre de la plupart des romans de King depuis Carrie, trouve sa résolution dans Ça, roman dans lequel l'auteur aborde tout ce qu'il voulait exprimer sur le sujet. L'écrivain brosse un portrait objectif de l'enfance, avec une prédilection pour la période qui s'étend de neuf à douze ans, en mêlant ses souvenirs personnels à son expérience de la paternité. L'enfance est souvent décrite comme un « moment magique » où l'imagination n'est pas encore limitée par les préoccupations du monde adulte mais aussi comme une période dangereuse où l'innocence est malmenée.
La confrontation entre le Bien et le Mal est l'un des thèmes récurrents de l'univers de King, comme dans Le Fléau, le cycle de la Tour sombre et Bazaar. L'œuvre étant essentiellement morale, le Bien triomphe la plupart du temps mais le Mal ne disparaît jamais vraiment et corrompt régulièrement l'humanité,. Le Mal se concentre souvent dans un bâtiment qui en est son émanation directe, un « mauvais endroit », par exemple Marsten House dans Salem, l'hôtel Overlook dans Shining, l'enfant lumière, l'hôtel noir dans Le Talisman, la maison de Neibolt Street dans Ça, et le manoir de Dutch Hill dans Terres perdues. La morale étant en Amérique indissociable de la religion, celle-ci est omniprésente dans l'œuvre à travers plusieurs aspects. Ainsi, le fanatisme de la mère de Carrie et de celle de Johnny Smith dans Dead Zone, de madame Carmody dans Brume ou encore des enfants du maïs permet à l'auteur de dénoncer le puritanisme encore très présent dans certaines régions du pays. À l'inverse, les actions de personnages comme la mère Abigaël et Tom Cullen dans Le Fléau, David Carver dans Désolation et John Caffey dans la Ligne verte semblent « guidées par la main de Dieu » même s'ils doivent consentir à de terribles sacrifices, une façon de souligner le paradoxe entre l'existence de Dieu et les événements effroyables qui se produisent sur Terre.
La méfiance envers la technologie et les institutions est lui aussi un thème récurrent. King se montre ainsi régulièrement préoccupé par la dépendance croissante de l'homme envers la technologie et le potentiel destructeur de cette dernière. L'accident technologique causé par une erreur humaine ou par malveillance et provoquant une catastrophe fait ainsi partie intégrante de récits tels que Le Fléau, Brume, Le Talisman et Cellulaire. L’asservissement de l'homme envers la technologie figure quant à lui au centre de romans comme Christine et Les Tommyknockers et de nombreuses nouvelles (Poids lourds, La Presseuse, Le Camion d'oncle Otto…). La dénonciation de l'abus du pouvoir politique ou économique, souvent relié au thème de la technologie, est lui aussi une constante de l'œuvre. L'utilisation abusive du pouvoir politique est ainsi présent dans Charlie, Dead Zone, Le Talisman ou encore Dôme, alors que les sirènes du capitalisme sont notamment dénoncées dans Bazaar et Shining.

### Influences

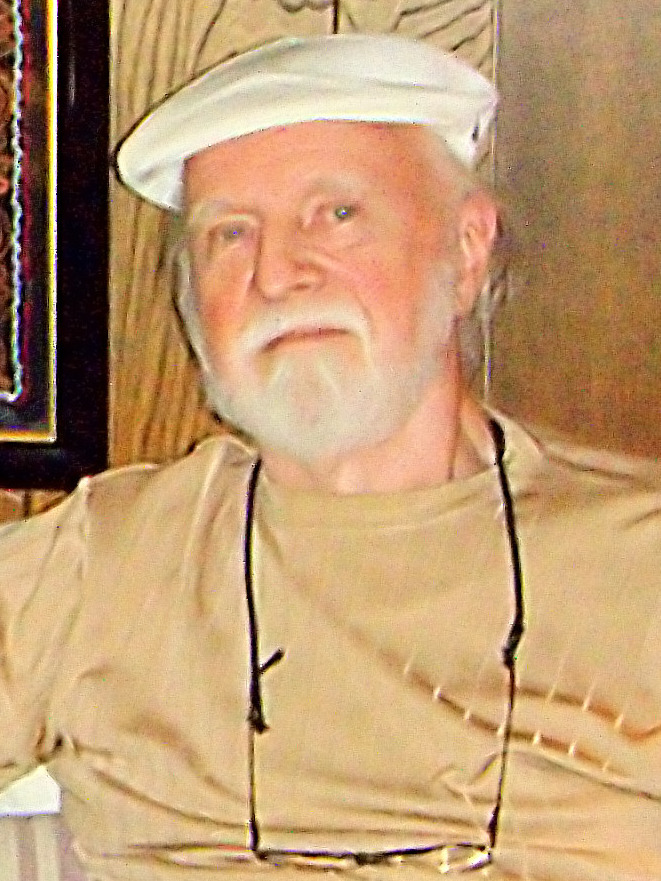
Richard Matheson est selon Stephen King sa principale influence littéraire.

Stephen King dit de Richard Matheson qu'il est « l'auteur qui m'a le plus influencé en tant qu'écrivain ». Les deux auteurs, entre autres parallèles stylistiques, intègrent régulièrement les pensées d'un personnage dans une narration à la troisième personne. La lecture de Matheson a notamment prouvé à King qu'un récit d'horreur pouvait tout à fait s'intégrer dans un cadre urbain, et même de proximité. À la suite de la disparition de Matheson, en juin 2013, King lui a rendu un vibrant hommage.
Il doit son premier contact avec le fantastique à Ray Bradbury et s'est inspiré de ses récits dans ce genre, comme La Foire des ténèbres (1962), dont l'action se déroule dans une petite ville, affirmant que « sans Ray Bradbury, il n'y aurait pas de Stephen King ».
Il admire le travail de H. P. Lovecraft, dont l'influence se ressent par l'invention d'anciennes et étranges divinités et l'insertion dans le récit de coupures de presse ou d'autres documents comme instruments de narration. Sa nouvelle Crouch End est un hommage non déguisé au mythe de Cthulhu, et les nouvelles Celui qui garde le ver et Mémé font également particulièrement référence à Lovecraft. Cependant, King met l'accent sur les dialogues et la représentation des personnages, deux éléments notablement absents chez Lovecraft. King critique d'ailleurs ouvertement cette pauvreté des dialogues chez Lovecraft, prenant comme exemples des passages de la Couleur tombée du ciel.
Edgar Allan Poe a exercé lui aussi une certaine influence sur le style de King. Il lui rend hommage dans Shining, l'enfant lumière, avec des références au Masque de la mort rouge, et surtout dans sa nouvelle La Cadillac de Dolan dont l'intrigue reprend celle de La Barrique d'amontillado.
Il a déclaré son admiration pour Shirley Jackson. Charlie lui est notamment dédicacé, Salem s'ouvre sur une citation de Maison hantée, roman qui a également influencé la création de l'hôtel Overlook dans Shining, l'enfant lumière et de la bâtisse hantée de Rose Red, alors qu'une scène décisive de La Tempête du siècle s'inspire de sa nouvelle La Loterie.
Il a dédicacé sa nouvelle le Molosse surgi du soleil à John D. MacDonald qui, pour sa part, a écrit la préface de Danse Macabre et fait partie des auteurs de romans noirs qui ont le plus influencé King avec Raymond Chandler, James M. Cain et Ross Macdonald. La nouvelle La Dernière Affaire d'Umney est un pastiche des romans noirs se déroulant dans les années 1930.
Le roman Sa Majesté des mouches (1954), de William Golding, est l'un des préférés de King et est évoqué dans plusieurs de ses livres, notamment Cœurs perdus en Atlantide. La ville de Castle Rock tire son nom d'un lieu de ce roman, qui l'a également influencé par son utilisation des personnages enfantins. En 2011, Stephen King signe d'ailleurs une introduction à une nouvelle édition célébrant les 100 ans du roman de William Golding.
Le Seigneur des anneaux de J. R. R. Tolkien a exercé une grande influence sur l'écriture du Fléau et du cycle de la Tour sombre, qui sont les deux œuvres de King les plus proches de l'épopée.
Parmi les écrivains « classiques » que King a étudié, et qui ont laissé leur empreinte sur son œuvre, se trouvent notamment les écrivains du courant naturaliste Thomas Hardy, Theodore Dreiser et surtout Frank Norris, dont il a repris le credo selon lequel un bon écrivain « ne doit jamais tricher » en s'attachant à ce que ses œuvres de fiction soient toujours « une vérité au cœur d'un mensonge ». King a également clamé son admiration pour La Bête humaine (1890), d'Émile Zola, chef de file du naturalisme français. Il s'est par ailleurs inspiré de l'œuvre de William Faulkner, aussi bien en ce qui concerne la narration, en imbriquant le passé avec le présent, que dans son utilisation d'une géographie régionale fictive très précise, la région de Castle Rock étant construite sur le modèle du comté de Yoknapatawpha.

### Accueil critique et académique
L'horreur étant considéré comme un sous-genre littéraire par une grande partie des critiques et des universitaires, Stephen King a été rejeté d'emblée par ces milieux, et souvent même sans qu'ils n'aient lu un seul de ses romans. Cette situation commence néanmoins à changer dans les années 1990 quand un nombre de plus en plus important d'études sérieuses paraissent dans des publications universitaires alors que les critiques sont de plus en plus favorables,. En 2008, à l'occasion de la sortie de Duma Key, King explique ce revirement en partie par le fait que la plupart des critiques qui l'ont éreinté au début de sa carrière sont morts ou ont pris leur retraite et que la relève a grandi avec ses livres et est donc mieux disposée à son égard.
Une fraction importante des critiques et des universitaires continue néanmoins de penser que King, en tant qu'auteur « populaire » qui touche un très large public, ne mérite pas d'être pris en considération sur le plan de la valeur littéraire. La polémique déclenchée par le National Book Award lui ayant été décerné en 2003 illustre la division qui règne à son sujet parmi les intellectuels. Harold Bloom, critique littéraire connu pour ses attaques envers les écrivains connaissant un grand succès populaire, a notamment vu dans cette récompense une preuve supplémentaire de la décadence culturelle des États-Unis. Des écrivains acclamés par la critique ont pris publiquement la défense de King : Joyce Carol Oates, considérée pour le prix Nobel de littérature, l'a présenté dès 1997 comme un « écrivain sérieux et important » ; Michael Chabon, lauréat du prix Pulitzer, a affirmé après la lecture d'Histoire de Lisey, « n'avoir jamais été plus persuadé de sa grandeur ».
Dans les années 1980, Douglas E. Winter, critique littéraire, et Michael R. Collings, professeur de littérature à l'université Pepperdine, sont les premiers à s'intéresser de façon académique à l'œuvre de Stephen King. En 1995, Michael R. Collings estime que certains livres, notamment Salem, Shining, l'enfant lumière, Dead Zone, Ça et la version intégrale du Fléau, tous déjà étudiés de façon académique, ont de bonnes chances de résister à l'épreuve du temps et de devenir des classiques. Dans son livre Stephen King as a Postmodern Author (2013), Clotilde Landais, professeure de littérature à l'université Purdue, s’intéresse aux personnages d’écrivains et à leur double dans quelques romans de King. Elle propose une lecture de ces œuvres comme réflexions sur l’identité créatrice. Des correspondances ont été établies entre Stephen King et Charles Dickens : tous deux sont des écrivains prolifiques et populaires qui ont été en butte à la critique de leur vivant et dont une constante de leur œuvre respective est de dépeindre un portrait réaliste et sans complaisance de la société de leur époque,.

### Traduction de ses œuvres en français
Depuis Ça, la traduction de la plupart des romans de Stephen King, y compris ceux écrits sous le pseudonyme de Richard Bachman, a été principalement assurée par William Olivier Desmond. Avant cela, quasiment chaque livre avait un traducteur différent. Depuis, seules certaines œuvres ont été traduites par d'autres personnes, par exemple La Petite Fille qui aimait Tom Gordon et Roadmaster, traduits par François Lasquin, les derniers tomes de la saga de La Tour sombre, traduits par Marie de Prémonville (hormis La Clé des vents, traduit par Jean-Daniel Brèque), ou encore Histoire de Lisey, traduit par Nadine Gassie. Après Dôme, dernier roman traduit par William Olivier Desmond, mort en 2013, Nadine Gassie a repris, souvent en compagnie d'Océane Bies, le rôle de traductrice principale de l'écrivain, jusqu'au roman Fin de ronde, paru en français en 2017. Depuis, Jean Esch est devenu le traducteur principal, même si Michel Pagel s'est chargé de la traduction du roman Élévation ainsi que de la série Gwendy Peterson et Marina Boraso de celle du roman Après. 
La plupart des anciennes traductions françaises de Stephen King sont critiquées à cause de différents problèmes, tels que l'absence de certains chapitres, voire de certaines nouvelles dans les recueils, par rapport aux versions originales, des erreurs dans les noms des personnages ou les dates indiquées, les fautes de grammaire, les coquilles, les traductions des titres ou encore les problèmes d'interprétations des intentions des personnages. Shining et Danse macabre bénéficient ainsi d'une nouvelle traduction par Jean Esch aux éditions Jean-Claude Lattès en 2023 et 2024 respectivement et Talisman ressort en 2024 avec une traduction légèrement revue aux éditions Albin Michel.

## Œuvres
Il existe une étude bibliographique réalisée par Alain Sprauel qui recense toutes les œuvres de Stephen King dans leur traduction française.

### Romans

#### Années 1970
- Carrie, Gallimard, 1976 ((en) Carrie, 1974)
- Salem, Alta, 1977 ((en) Salem's Lot, 1975)
- Shining, l'enfant lumière, Alta, 1979 ((en) The Shining, 1977)Publié initialement sous le titre L'Enfant lumière
- Le Fléau, Alta, 1981 ((en) The Stand - Unabriged, 1978)Première édition
- Dead Zone, Jean-Claude Lattès, 1983 ((en) The Dead Zone, 1979)Publié initialement sous le titre L'Accident

#### Années 1980
- Charlie, Albin Michel, 1984 ((en) Firestarter, 1980)
- Cujo, Albin Michel, 1982 ((en) Cujo, 1981)
- Christine, Albin Michel, 1984 ((en) Christine, 1983)
- L'Année du loup-garou, Albin Michel, 1986 ((en) Cycle of the Werewolf, 1983)
- Simetierre, Albin Michel, 1985 ((en) Pet Sematary, 1983)
- Les Yeux du dragon, Albin Michel, 1995 ((en) The Eyes of the Dragon, 1984)
- Le Talisman, Robert Laffont, 1986 ((en) The Talisman, 1984)Écrit avec Peter Straub. Publié initialement sous le titre Le Talisman des territoires
- Ça, Albin Michel, 1988 ((en) It, 1986)Paru en deux tomes
- Misery, Albin Michel, 1989 ((en) Misery, 1987)
- Les Tommyknockers, Albin Michel, 1989 ((en) The Tommyknockers, 1987)
- La Part des ténèbres, Albin Michel, 1990 ((en) The Dark Half, 1989)

#### Années 1990
- Le Fléau, Jean-Claude Lattès, 1991 ((en) The Stand: The Complete & Uncut Edition, 1990)Édition intégrale, révisée par l’auteur
- Bazaar, Albin Michel, 1992 ((en) Needful Things, 1991)
- Jessie, Albin Michel, 1993 ((en) Gerald's Game, 1992)
- Dolores Claiborne, Albin Michel, 1993 ((en) Dolores Claiborne, 1992)
- Insomnie, Albin Michel, 1995 ((en) Insomnia, 1994)
- Rose Madder, Albin Michel, 1997 ((en) Rose Madder, 1995)
- La Ligne verte, Librio, 1996 ((en) The Green Mile, 1996)Publié en six volumes puis en intégrale par les éditions 84 en 1997
- Désolation, Albin Michel, 1996 ((en) Desperation, 1996)
- Sac d'os, Albin Michel, 1999 ((en) Bag of Bones, 1998)
- La Petite Fille qui aimait Tom Gordon, Albin Michel, 2000 ((en) The Girl Who Loved Tom Gordon, 1999)

#### Années 2000
- Dreamcatcher, Albin Michel, 2002 ((en) Dreamcatcher, 2001)
- Territoires, Robert Laffont, 2002 ((en) Black House, 2001)Écrit avec Peter Straub. Suite du Talisman
- Roadmaster, Albin Michel, 2004 ((en) From a Buick 8, 2002)
- Colorado Kid, J'ai lu, 2006 ((en) The Colorado Kid, 2005)Roman court
- Cellulaire, Albin Michel, 2006 ((en) Cell, 2006)
- Histoire de Lisey, Albin Michel, 2007 ((en) Lisey's Story, 2006)
- Duma Key, Albin Michel, 2009 ((en) Duma Key, 2008)
- Dôme, Albin Michel, 2011 ((en) Under the Dome, 2009)

#### Années 2010
- 22/11/63, Albin Michel, 2013 ((en) 11/22/63, 2011)
- Joyland, Albin Michel, 2014 ((en) Joyland, 2013)
- Docteur Sleep, Albin Michel, 2013 ((en) Doctor Sleep, 2013)Suite de Shining, l'enfant lumière
- Revival, Albin Michel, 2015 ((en) Revival, 2014)
- Sleeping Beauties, Albin Michel, 2018 ((en) Sleeping Beauties, 2017)Écrit avec Owen King.
- L'Outsider, Albin Michel, 2019 ((en) The Outsider, 2018)
- Élévation, Le Livre de poche, 2019 ((en) Elevation, 2018)Roman court
- L'Institut, Albin Michel, 2020 ((en) The Institute, 2019)

#### Années 2020
- Après, Albin Michel, 2021 ((en) Later, 2021)
- Billy Summers, Albin Michel, 2022 ((en) Billy Summers, 2021)
- Conte de fées, Albin Michel, 2023 ((en) Fairy Tale, 2022)
- Holly, Albin Michel, 2024 ((en) Holly, 2023)
- (en) Never Flinch, 2025

#### SérieLa Tour sombre
1. Le Pistolero, J'ai lu, 1991 ((en) The Gunslinger, 1982)
2. Les Trois Cartes, J'ai lu, 1991 ((en) The Drawing of the Three, 1987)
3. Terres perdues, J'ai lu, 1992 ((en) The Waste Lands, 1991)
4. Magie et Cristal, Éditions 84, 1998 ((en) Wizard and Glass, 1997)
5. Les Loups de la Calla, J'ai lu, 2004 ((en) Wolves of the Calla, 2003)
6. Le Chant de Susannah, J'ai lu, 2005 ((en) Song of Susannah, 2004)
7. La Tour sombre, J'ai lu, 2005 ((en) The Dark Tower, 2004)
8. La Clé des vents, J'ai lu, 2012 ((en) The Wind Through the Keyhole, 2012)

#### SérieBill Hodges
1. Mr. Mercedes, Albin Michel, 2015 ((en) Mr. Mercedes, 2014)
2. Carnets noirs, Albin Michel, 2016 ((en) Finders Keepers, 2015)
3. Fin de ronde, Albin Michel, 2017 ((en) End of Watch, 2016)

#### SérieGwendy Peterson
1. Gwendy et la Boîte à boutons, Le Livre de poche, 2018 ((en) Gwendy's Button Box, 2017)Écrit avec Richard Chizmar. Roman court
2. La Dernière Mission de Gwendy, Le Livre de poche, 2023 ((en) Gwendy's Final Task, 2022)Écrit avec Richard Chizmar.

Note : le deuxième tome, La Plume magique de Gwendy (Gwendy's Magic Feather), a été écrit par Richard Chizmar, sans participation directe de Stephen King dans l'écriture si ce n'est un avant-propos au livre.

#### Publiés sous le nom de Richard Bachman
- Rage, Albin Michel, 1990 ((en) Rage, 1977)
- Marche ou crève, Albin Michel, 1989 ((en) The Long Walk, 1979)
- Chantier, Albin Michel, 1987 ((en) Roadwork, 1981)
- Running Man, Albin Michel, 1988 ((en) The Running Man, 1982)
- La Peau sur les os, Albin Michel, 1987 ((en) Thinner, 1984)
- Les Régulateurs, Albin Michel, 1996 ((en) The Regulators, 1996)
- Blaze, Albin Michel, 2008 ((en) Blaze, 2007)

### Recueils de nouvelles
- Danse macabre, Alta, 1980 ((en) Night Shift, 1978)
- Différentes Saisons, Albin Michel, 1986 ((en) Different Seasons, 1982)Recueil de quatre romans courts : Rita Hayworth et la Rédemption de Shawshank, Un élève doué, Le Corps et La Méthode respiratoire
- Brume, Albin Michel, 1987 ((en) Skeleton Crew, 1985)
- Minuit 2 et Minuit 4, Albin Michel, 1991 ((en) Four Past Midnight, 1990)Recueil de quatre romans courts, séparés en Les Langoliers et Vue imprenable sur jardin secret dans Minuit 2 et Le Policier des bibliothèques et Le Molosse surgi du soleil dans Minuit 4
- Rêves et Cauchemars, Albin Michel, 1994 ((en) Nightmares & Dreamscapes, 1993)
- Cœurs perdus en Atlantide, Albin Michel, 2001 ((en) Hearts in Atlantis, 1999)Recueil de deux romans courts : Crapules de bas étage en manteau jaune et Chasse-cœurs en Atlantide, et trois nouvelles
- Tout est fatal, Albin Michel, 2003 ((en) Everything's Eventual, 2002)
- Juste avant le crépuscule, Albin Michel, 2010 ((en) Just After Sunset, 2008)
- Nuit noire, étoiles mortes, Albin Michel, 2012 ((en) Full Dark, No Stars, 2010)Recueil de quatre romans courts : 1922, Grand Chauffeur, Extension claire et Bon Ménage. Un cinquième texte, À la dure, est ajouté dans la version poche du livre[104]
- Le Bazar des mauvais rêves, Albin Michel, 2016 ((en) The Bazaar of Bad Dreams, 2015)
- Si ça saigne, Albin Michel, 2021 ((en) If It Bleeds, 2020)Recueil de quatre romans courts : Le Téléphone de M. Harrigan, La Vie de Chuck, Si ça saigne et Rat
- Plus noir que noir, Albin Michel, 2025 ((en) You Like It Darker, 2024)

### Autres nouvelles
- (en) I Was a Teenage Grave Robber, 1965Parue dans le magazine Comics Review
- (en) Codename : Mousetrap, 1965Parue dans le magazine The Drum, publication du Lisbon Falls High School
- (en) The 43rd Dream, 1966Parue dans le magazine The Drum, publication du Lisbon Falls High School
- (en) The Glass Floor, 1967Parue dans le magazine Startling Mystery Stories
- (en) Slade, 1970Parue dans le journal The Maine Campus
- Le Compresseur bleu, 2020 ((en) The Blue Air Compressor, 1971)Parue initialement dans le magazine Onan, révisée et republiée en juillet 1981 dans le magazine Heavy Metal
- Mauvaise Herbe, 2015 ((en) Weeds, 1976)Parue dans le magazine Cavalier
- (en) The King Family and the Wicked Witch, 1977Parue dans le magazine Flint
- (en) Man with a Belly, 1978Parue dans le magazine Cavalier
- La Nuit du tigre, 1978 ((en) The Night of the Tiger, 1978)Parue dans le mensuel The Magazine of Fantasy & Science Fiction
- La Caisse, 2000 ((en) The Crate, 1979)Parue dans le magazine Gallery
- (en) For the Birds, 1986Parue dans l'anthologie Bred Any Good Rooks Lately ?
- (en) The Reploids, 1988Parue dans l'anthologie Night Visions 5
- (en) Jhonathan and the Witchs, 1993Écrite en 1956, parue dans l'anthologie First Words
- (en) The Old Dude's Ticker, 2000Écrite en 1971, parue dans l'anthologie Necon XX, Commemorative Volume
- Plein Gaz, Jean-Claude Lattès, 2014 ((en) Throttle, 2009)Coécrite avec son fils Joe Hill
- Dans les hautes herbes, Albin Michel, 2019 ((en) In the Tall Grass, 2012)Coécrite avec son fils Joe Hill. Parue dans le magazine Esquire puis reprise dans le recueil de nouvelles de Joe Hill Le Carrousel infernal
- (en) The Music Room, 2016Parue dans le magazine Playboy
- Laurie, 2019 ((en) Laurie, 2018)Mise en ligne sur son site le 17 mai 2018 puis traduite en français par les éditions Albin Michel et disponible gratuitement[105]
- L'Expert en turbulences, 2020 ((en) The Turbulence Expert, 2018)Parue dans l'anthologie Classe tous risques (Flight or Fright)
- (en) Squad D, 2019Écrite à la fin des années 1970, parue dans l'anthologie Shivers VIII
- (en) The Fifth Step, 2020Parue dans le magazine Harper's
- (en) On Slide Inn Road, 2020Parue dans le magazine Esquire
- Willie le Zinzin, 2021 ((en) Willie the Weirdo, 2022)Parue en français dans la revue Bifrost no 104, Le Bélial', puis en anglais dans le numéro 66 de McSweeney's
- (en) Finn, 2022Parue sur le site Scribd

### Essais
- Anatomie de l'horreur, Éditions du Rocher, 1995 ((en) Danse Macabre, 1981)
- (en) Nightmares in the Sky, 1988Livre de photographies accompagnées d'une introduction de Stephen King
- Écriture : Mémoires d'un métier, Albin Michel, 2001 ((en) On Writing: A Memoir of the Craft, 2000)
- (en) Secret Windows, 2000Essai et nouvelles
- (en) Faithful, 2004Écrit avec Stewart O'Nan. Livre sur la saison des Red Sox de Boston
- (en) Guns, 2013Essai sur la législation des armes à feu aux États-Unis
- (en) Hard Listening, 2013Anthologie d'essais et de nouvelles avec la contribution des autres membres du groupe musical Rock Bottom Remainders. Ce livre, disponible uniquement en ebook, contient une nouvelle de Stephen King (The Rock and Roll Dead Zone) camouflée puisque les auteurs ont lancé un jeu dans lequel plusieurs des auteurs essayent d'imiter le style de King, demandant aux lecteurs de deviner le vrai texte de Stephen King.

### Livres pour enfants
- (en) Charlie the Choo-Choo, 2016Sous le nom de Beryl Evans. L'intégralité du texte de ce conte figure dans Terres perdues[106], troisième tome du cycle de La Tour sombre

### Livres numériques
- Un tour sur le Bolid', Le Livre de poche, 2000 ((en) Riding the Bullet, 2000)
- (en) The Plant, 2000Inachevé
- (en) Ur, 2009
- Mile 81, Albin Michel, 2022 ((en) Mile 81, 2011)
- Un visage dans la foule, Bragelonne, format numérique, 2014 ((en) A Face in the Crowd, 2012)Écrit avec Stewart O'Nan.
- (en) The Rock and Roll Dead Zone, 2013
- Sale Gosse, Albin Michel, format numérique, 2014 ((en) Bad Little Kid, 2014)
- (en) Red Screen, 2021

### Scénarios
- Peur bleue, J'ai lu, 1990 ((en) Silver Bullet, 1985)
- Creepshow, Albin Michel, 1983
- La Tempête du siècle, Albin Michel, 1999 ((en) Storm of the Century, 1999)

## Distinctions

### Récompenses
Sauf mention contraire, cette liste provient d'informations de la Science-Fiction Awards Database du magazine Locus. Les années mentionnées sont celles de la remise des prix.
| Année | Récompense                   | Catégorie                                   | Œuvre                             |
| ----- | ---------------------------- | ------------------------------------------- | --------------------------------- |
| 1980  | Prix Balrog                  | Meilleur recueil de nouvelles ou anthologie | Danse macabre                     |
| 1980  | Prix World Fantasy           | Prix spécial                                | —                                 |
| 1981  | Prix British Fantasy         | Prix spécial                                | —                                 |
| 1982  | Prix British Fantasy         | Meilleur roman                              | Cujo                              |
| 1982  | Prix Hugo                    | Meilleur livre non-fictif                   | Anatomie de l'horreur             |
| 1982  | Prix Locus                   | Meilleur livre non-fictif                   | Anatomie de l'horreur             |
| 1982  | Prix World Fantasy           | Meilleure nouvelle                          | Le Chenal                         |
| 1983  | Prix British Fantasy         | Meilleure nouvelle                          | La Méthode respiratoire           |
| 1986  | Prix Locus                   | Meilleur recueil de nouvelles               | Brume                             |
| 1987  | Prix British Fantasy         | Meilleur roman                              | Ça                                |
| 1988  | Prix Bram-Stoker             | Meilleur roman                              | Misery                            |
| 1991  | Prix Bram-Stoker             | Meilleur recueil de nouvelles               | Minuit 2 / Minuit 4               |
| 1995  | Prix World Fantasy           | Meilleure nouvelle                          | L'Homme au costume noir           |
| 1996  | O. Henry Award               | Meilleure nouvelle                          | L'Homme au costume noir           |
| 1996  | Prix Bram-Stoker             | Meilleure nouvelle longue                   | Déjeuner au Gotham Café           |
| 1997  | Prix Bram-Stoker             | Meilleur roman                              | La Ligne verte                    |
| 1997  | Prix Locus                   | Meilleur roman d'horreur                    | Désolation                        |
| 1997  | Prix Ozone                   | Meilleur roman fantastique étranger         | Désolation                        |
| 1997  | Grand prix de l'Imaginaire   | Meilleur essai                              | Anatomie de l'horreur             |
| 1999  | Prix Bram-Stoker             | Meilleur roman                              | Sac d'os                          |
| 1999  | Prix British Fantasy         | Meilleur roman                              | Sac d'os                          |
| 1999  | Prix Locus                   | Meilleur roman d'horreur                    | Sac d'os                          |
| 2000  | Phantastik Preis             | Meilleur roman étranger                     | Cœurs perdus en Atlantide         |
| 2001  | Prix Bram-Stoker             | Meilleur livre non-fictif                   | Écriture : Mémoires d'un métier   |
| 2001  | Prix Locus                   | Meilleur livre non-fictif                   | Écriture : Mémoires d'un métier   |
| 2003  | National Book Award          | Ensemble de sa carrière                     | —                                 |
| 2003  | Prix Bram-Stoker             | Ensemble de sa carrière                     | —                                 |
| 2003  | Phantastik Preis             | Meilleur roman étranger                     | Territoires                       |
| 2004  | National Magazine Awards     | Meilleure fiction                           | Aire de repos                     |
| 2004  | Prix World Fantasy           | Ensemble de sa carrière                     | —                                 |
| 2005  | Prix British Fantasy         | Meilleur roman                              | La Tour sombre                    |
| 2005  | Phantastik Preis             | Meilleur roman étranger                     | La Tour sombre                    |
| 2007  | Prix Bram-Stoker             | Meilleur roman                              | Histoire de Lisey                 |
| 2007  | Prix Edgar-Allan-Poe         | Ensemble de sa carrière                     | —                                 |
| 2009  | Prix Bram-Stoker             | Meilleur roman                              | Duma Key                          |
| 2009  | Prix Bram-Stoker             | Meilleur recueil de nouvelles               | Juste avant le crépuscule         |
| 2010  | Prix Shirley-Jackson         | Meilleure nouvelle longue                   | Morale                            |
| 2011  | Prix Bram-Stoker             | Meilleur recueil de nouvelles               | Nuit noire, étoiles mortes        |
| 2011  | Prix British Fantasy         | Meilleur recueil de nouvelles               | Nuit noire, étoiles mortes        |
| 2011  | Goodreads Choice Awards      | Meilleur livre de science-fiction           | 22/11/63                          |
| 2012  | Los Angeles Times Book Prize | Meilleur thriller                           | 22/11/63                          |
| 2012  | Prix Bram-Stoker             | Meilleure nouvelle courte                   | Herman Wouk est toujours en vie   |
| 2012  | Goodreads Choice Awards      | Meilleur livre de fantasy                   | La Clé des vents                  |
| 2013  | National Magazine Awards     | Meilleure fiction                           | Batman et Robin ont un accrochage |
| 2013  | Goodreads Choice Awards      | Meilleur livre d’horreur                    | Docteur Sleep                     |
| 2014  | Prix Bram-Stoker             | Meilleur roman                              | Docteur Sleep                     |
| 2014  | Prix Hammett                 | Meilleur roman                              | Mr. Mercedes                      |
| 2014  | Goodreads Choice Awards      | Meilleur thriller & mystère                 | Mr. Mercedes                      |
| 2015  | Prix Edgar-Allan-Poe         | Meilleur roman                              | Mr. Mercedes                      |
| 2015  | National Medals of Art       | Ensemble de sa carrière                     | —                                 |
| 2016  | Prix Edgar-Allan-Poe         | Meilleure nouvelle                          | Nécro                             |
| 2016  | Prix Shirley-Jackson         | Meilleur recueil de nouvelles               | Le Bazar des mauvais rêves        |
| 2016  | Goodreads Choice Awards      | Meilleur thriller & mystère                 | Fin de ronde                      |
| 2017  | Goodreads Choice Awards      | Meilleur livre d’horreur                    | Sleeping Beauties                 |
| 2018  | Goodreads Choice Awards      | Meilleur thriller & mystère                 | L'Outsider                        |
| 2018  | Goodreads Choice Awards      | Meilleur livre d’horreur                    | Élévation                         |
| 2018  | Pen America                  | Ensemble de carrière                        | —                                 |
| 2019  | Goodreads Choice Awards      | Meilleur livre d’horreur                    | L'Institut                        |
| 2020  | Vincent Preis Awards         | Meilleur roman étranger                     | L'Institut                        |
| 2020  | Prix Audie                   | Ensemble de sa carrière                     | —                                 |
| 2023  | Goodreads Choice Awards      | Meilleur livre d’horreur                    | Holly                             |

### Nominations
Cette liste, qui recense uniquement les principales nominations obtenues par des œuvres de Stephen King, provient d'informations de la Science-Fiction Awards Database du magazine Locus. Les années mentionnées sont celles de la remise des prix.

## Cinéma et télévision
En 1976, Brian De Palma réalise Carrie au bal du diable, premier film adapté de l'œuvre de Stephen King. Le film est un succès commercial et critique et contribue à lancer la carrière de l'écrivain en le faisant connaître du grand public. À partir des années 1980, plusieurs réalisateurs renommés adaptent à leur tour des livres de King : Stanley Kubrick avec Shining (1980), David Cronenberg avec Dead Zone (1983), John Carpenter avec Christine (1983) et Rob Reiner avec Stand by Me (1986) et Misery (1990). À côté de ces adaptations réussies, auxquelles il faut ajouter celles de Frank Darabont, plusieurs autres films tirés de l'œuvre de King sont considérés comme très médiocres, notamment Les Démons du maïs (1984), Charlie (1984), La Créature du cimetière (1990), The Mangler (1995), La Peau sur les os (1996) et Dreamcatcher (2003).
King fait ses débuts au cinéma en 1982 en écrivant le scénario de Creepshow, réalisé par George Romero avec qui il se lie d'amitié et qui réalisera plus tard La Part des ténèbres (1993). En 1986, King se lance dans la réalisation en adaptant Poids lourds, une de ses nouvelles. Mais le film, Maximum Overdrive, est un cuisant échec artistique et commercial et vaut à King une nomination pour le Razzie Award du pire réalisateur. En 1991, il développe un scénario original pour la mini-série Contretemps mais les audiences sont décevantes.
La seule adaptation que King a totalement désavouée est Le Cobaye (The Lawnmower Man, 1992), dont une seule scène présente un lien avec La Pastorale, nouvelle ayant donné son nom au film. Furieux de voir son nom associé à ce film dans un seul but publicitaire, King intente un procès à la société de production New Line Cinema afin que son nom soit retiré de tout le matériel promotionnel du film. Le tribunal lui donne raison et condamne de plus New Line à lui verser 3 400 000 $.

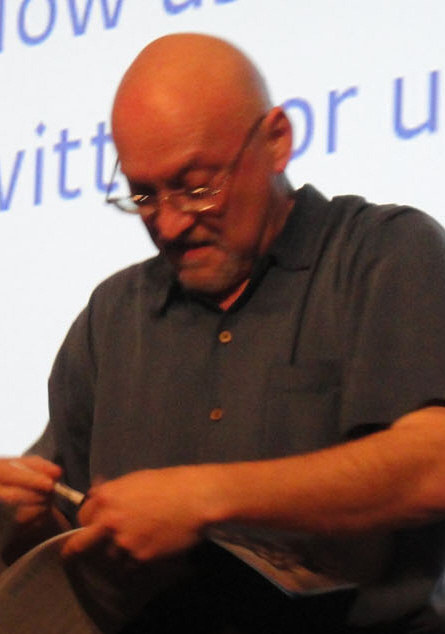
Frank Darabont a réalisé trois films adaptés de l'œuvre de Stephen King et les deux hommes sont amis.

King autorise les réalisateurs débutants, la plupart étant des étudiants en cinéma, à adapter ses nouvelles sous forme de court métrage contre la somme d'un dollar symbolique à condition que le film ne soit pas distribué dans un but commercial sans son autorisation et qu'une copie lui soit envoyée. Ce système, surnommé Dollar Baby par l'écrivain, permet à Frank Darabont de réaliser en 1983 une adaptation de Chambre 312 qui impressionne King quand celui-ci la visionne. Darabont établit par la suite sa réputation en réalisant trois adaptations qui comptent parmi les plus réussies de l'œuvre de King, Les Évadés (1994), La Ligne verte (1999) et The Mist (2007), et les deux hommes sont amis depuis 1994. King est également ami avec le réalisateur Mick Garris et les deux hommes ont collaboré à plusieurs reprises, avec des hauts, notamment l'adaptation du Fléau (1994), et des bas, La Nuit déchirée (1992), film d'après un scénario original de King.
King a écrit plusieurs scénarios adaptés de ses livres, notamment ceux du film Simetierre (1989) et de la mini-série Le Fléau (1994). Il a toujours affirmé qu'il n'était pas satisfait du traitement de Shining, l'enfant lumière dans le film de Kubrick et, en 1997, il produit et scénarise une nouvelle adaptation de son roman sous forme de mini-série, réalisée par Mick Garris et plus fidèle à l'œuvre originale, qui remporte le Saturn Award du meilleur téléfilm. En 1998, il écrit la première version, révisée ensuite par Chris Carter, du scénario d'un épisode de la série télévisée X-Files, dont il est devenu un admirateur trois ans plus tôt après avoir rencontré David Duchovny sur le plateau d'un jeu télévisé. L'épisode, intitulé La Poupée, se déroule dans le Maine et met en scène une petite fille possédée par une poupée maléfique.
King écrit ensuite notamment trois scénarios originaux pour des mini-séries, le premier étant celui de La Tempête du siècle (1999), qui remporte le Saturn Award du meilleur téléfilm. C'est ensuite le tour de Rose Red (2002), mini-série pour laquelle l'écrivain organise une campagne de marketing qui pousse des milliers de personnes à croire que la maison hantée nommée Rose Red existe vraiment. Il développe enfin Kingdom Hospital (2004), série de 13 épisodes basée sur L'Hôpital et ses fantômes de Lars von Trier et qui s'ouvre sur une scène directement inspirée par le grave accident dont il a été victime en 1999.
King interprète souvent de petits rôles dans des adaptations cinématographiques ou télévisées de ses histoires, ainsi qu'un rôle plus important dans Creepshow. En plus de ces caméos, il prête sa voix à son propre personnage dans Une fille de clown (2000), un épisode des Simpson, et il incarne un « nettoyeur » nommé Bachman, chargé de faire disparaître un cadavre, dans un épisode de la série télévisée Sons of Anarchy (2010).
King déclare en 2008 que ses trois adaptations préférées sont Stand by Me, Les Évadés et The Mist. L'année suivante, il dévoile dans le livre Stephen King Goes to the Movies ses dix adaptations favorites sans donner d'ordre de préférence. Outre les trois déjà citées, on y trouve Chambre 1408, Cujo, Dolores Claiborne, La Ligne verte, La Tempête du siècle, Misery et Un élève doué.
Le 18 février 2017, Stephen King et J. J. Abrams annoncent sur les réseaux sociaux l'arrivée prochaine de la série télévisée Castle Rock. La série est produite par la société Hulu qui a déjà produit la série 22.11.63. Ce projet très attendu pourrait être la première tentative de mettre en place un « multivers » adapté de l'œuvre de l'écrivain.
Mais l'année 2017, très riche en ce qui concerne les adaptations, est surtout celle du film Ça, qui explose le record de recettes pour un film adapté de Stephen King tout en étant un succès critique. Tout l'inverse du film La Tour sombre, qui peine à récolter 114 millions de dollars au box office international. Cette même année, Netflix diffuse deux adaptations exclusives : Jessie et 1922.
Le succès commercial du film Ça donne un regain d'intérêts aux studios pour optionner les histoires de Stephen King, et de nombreux projets sont annoncés dont certains sortent. Parmi les adaptations de Stephen King depuis sorties : Simetierre (2019), Ça : Chapitre 2 (2019), Dans les hautes herbes (2019, Netflix), Doctor Sleep (2019).
Plusieurs séries voient également le jour, dont : Mr. Mercedes (trois saisons, de 2017 à 2019) adaptant la trilogie de livres, Castle Rock produite par J. J. Abrams (deux saisons de 2018 à 2019), une nouvelle série Creepshow (depuis 2019), une mini-série The Outsider (2020, produite par HBO), une mini-série The Stand (2020, adaptée du roman Le Fléau), et enfin Histoire de Lisey produite par J. J. Abrams diffusée en juin-juillet 2021 sur Apple TV. En 2023, sortira Salem, nouvelle adaptation du roman du même nom.

### Filmographie

#### Réalisateur
- 1986 : Maximum Overdrive

#### Scénariste
- 1982 : Creepshow
- 1985 : Cat's Eye
- 1985 : Peur bleue
- 1986 : Maximum Overdrive
- 1987 : Histoires de l'autre monde (série télévisée, épisode Sorry, Right Number)
- 1989 : Simetierre
- 1991 : Contretemps (mini-série, épisodes 1 à 5)
- 1992 : La Nuit déchirée
- 1994 : Le Fléau (mini-série)
- 1997 : Shining (mini-série)
- 1998 : X-Files (série télévisée, épisode La Poupée)
- 1999 : La Tempête du siècle (mini-série)
- 2002 : Rose Red (mini-série)
- 2004 : Kingdom Hospital (mini-série)
- 2006 : Désolation (téléfilm)
- 2014 : Couple modèle (A Good Marriage)
- 2014 : Under the Dome (série télévisée, saison 2 épisode 1)
- 2016 : Cell Phone

#### Acteur
- 1981 : Knightriders de George A. Romero : l'homme mangeant un sandwich
- 1982 : Creepshow de George A. Romero (segment La Mort solitaire de Jordy Verrill) : Jordy Verrill
- 1986 : Maximum Overdrive de lui-même : un homme à la banque ATM
- 1987 : Creepshow 2 de George A. Romero (segment L'Auto-stoppeur) : le conducteur du camion
- 1989 : Simetierre de Mary Lambert : le pasteur
- 1991 : Contretemps (mini-série, épisode 5) : le chauffeur de bus
- 1992 : La Nuit déchirée de Mick Garris : le fossoyeur
- 1994 : Le Fléau (mini-série) : Teddy Weizak
- 1995 : Les Langoliers (mini-série) : Tom Holby
- 1996 : La Peau sur les os de Tom Holland : Docteur Bangor
- 1997 : Shining (mini-série) : Gage Creed
- 1999 : La Tempête du siècle (mini-série) : l'avocat dans une publicité à la télévision
- 2000 : Les Simpson (épisode Une fille de clown) : lui-même (voix)
- 2000 : Frasier (série télévisée, saison 8, épisode 8) : Brian (voix)
- 2002 : Rose Red (mini-série) : le livreur de pizzas
- 2004 : Kingdom Hospital (mini-série) : Johnny B. Goode
- 2005 : Terrain d'entente de Peter et Bobby Farrelly : lui-même
- 2007 : Chronique des morts-vivants de George A. Romero : le journaliste à la radio (voix)
- 2010 : Sons of Anarchy (série télévisée, saison 3, épisode 3) : Bachman
- 2013 : L'Amour malgré tout de Josh Boone : lui-même (voix)
- 2014 : Under the Dome (série télévisée, saison 2, épisode 1) : un client du diner
- 2017 : Mr. Mercedes (série télévisée, saison 1, épisode 6) : le cuisiner du restaurant
- 2019 : Ça : Chapitre 2 de Andrés Muschietti : caissier au magasin d’occasions